# Eleição municipal de Belém em 2024
A eleição municipal de Belém em 2024 ocorreu nos dias 6 de outubro (primeiro turno) e 27 de outubro (segundo turno), e teve como objetivo eleger um prefeito, um vice-prefeito e 35 vereadores que compõem a administração da capital paraense, com início dos mandatos em 1.º de janeiro de 2025 e término em 1.º de janeiro de 2029. 
O prefeito em exercício Edmilson Rodrigues, do Partido Socialismo e Liberdade (PSOL), disputou um novo mandato, porém se tornou o primeiro prefeito de Belém a ficar de fora do segundo turno, consequentemente não conseguindo se reeleger, desde a instauração da reeleição em 1998.
Foi eleito Igor Normando, do Movimento Democrático Brasileiro (MDB), que derrotou o candidato do Partido Liberal (PL) Éder Mauro no segundo turno e se tornou o prefeito mais jovem da capital paraense, além de marcar o retorno do MDB ao Palácio Antônio Lemos após 34 anos desde a gestão de Fernando Coutinho Jorge.
Esta eleição foi marcada, principalmente, por causa da realização da COP30, evento da Organização das Nações Unidas sobre as mudanças climáticas, que será sediada na cidade e está prevista para ocorrer em novembro de 2025. Esta foi a primeira vez que tanto o Brasil quanto a região amazônica sediará o evento.

## Contexto

### Eleição anterior
Edmilson Rodrigues, do Partido Socialismo e Liberdade (PSOL), foi eleito em 2020 no segundo turno, obtendo 390.723 votos (51,76%), derrotando Everaldo Eguchi, do Patriota, que obteve 364.095 votos (48,24%). Rodrigues vinha de duas tentativas de voltar ao Palácio Antônio Lemos, de onde assumiu o cargo de prefeito entre 1997 e 2005, quando era filiado ao Partido dos Trabalhadores (PT). Em ambas, nos anos de 2012 e 2016, foi superado por Zenaldo Coutinho, do Partido da Social Democracia Brasileira (PSDB) no segundo turno. 

### Eleições gerais de 2022
Nas eleições para governador, Helder Barbalho (MDB) foi reeleito em primeiro turno obtendo 582.468 votos (71,15%), contra 200.325 votos (24,47%) conquistados por Zequinha Marinho (PL). Os outros candidatos somaram 35.833 votos (4,38%) na capital paraense.
Já no primeiro turno das eleições presidenciais, Luiz Inácio Lula da Silva (PT) obteve 392.207 votos (45,74%) contra 370.564 votos (43,21%) de Jair Messias Bolsonaro (PL) em Belém. Outros candidatos somaram 94.736 votos (11,05%). No segundo turno, Lula obteve 431.858 votos (50,28%) e Bolsonaro obteve 427.051 votos (49,72%) na capital paraense.

### Cenário de crise
Ao contrário dos dois primeiros mandatos, Edmilson enfrentava um cenário de dificuldades em sua terceira gestão, que vinha do atraso no pagamento de salários dos profissionais da saúde entre os anos de 2022 e 2023 até a crise na coleta de lixo, em decorrência da expiração do prazo de uso do aterro sanitário em Marituba, o que gerava protestos dos moradores do município citado e inclusive da população da capital por conta da poluição do ar e dos rios. Tal problema, iniciado desde a inauguração do "novo lixão" em 2015, acabou se agravando em 2023, quando a data limite foi atingida em 30 de novembro.
Os cenários resultaram na queda de popularidade de Rodrigues, que chegava a atingir números elevados de rejeição nas pesquisas de opinião. Além disso, a má avaliação do atual prefeito deu início a um cenário de racha dentro do próprio PSOL e de frentes de apoio da esquerda paraense, sobretudo no cenário nacional, já que os baixos números de aprovação começaram a ser usados por adversários do pré-candidato a prefeito de São Paulo, Guilherme Boulos.
 Nós, à frente do governo, estamos reconstruindo Belém, dando estabilidade. Enfrentamos a máfia do lixo e hoje qualquer cidadão sabe do sofrimento que passou e do quanto me desgastei porque não aceitei ter empresas que não tinham responsabilidade.— prefeito Edmilson Rodrigues, na convenção eleitoral que oficializou seu nome para a reeleição em Belém do Pará
Paula Coradi, presidenta nacional do partido de Edmilson Rodrigues, o PSOL, garantiu à imprensa que a legenda irá priorizar a candidatura de Edmilson Rodrigues, bem como a de Guilherme Boulos, seu correligionário que lidera as pesquisas de intenção de voto em São Paulo.

### COP 30
Após a escolha de Belém no dia 18 de maio de 2023 para receber a COP-30, a cidade ainda enfrenta alguns desafios como hospedagem, transporte e infraestrutura adequada para um evento de grande porte.

## Apresentação
Apesar da alta impopularidade, Edmilson Rodrigues resolveu oficializar a sua pré-candidatura à reeleição em 21 de março de 2024, já que na recente pesquisa Datailha figura entre os primeiros melhores posicionados, ou seja, tecnicamente empatado em primeiro lugar na sondagem.
No entanto, dentro do PSOL, havia um cenário de racha, principalmente pelo lançamento da pré-candidatura da professora e vereadora Silvia Letícia, que, apesar de ser companheira de partido de Rodrigues, era uma das principais opositoras pela esquerda da gestão psolista, integrando a corrente Revolução Socialista, enquanto que Edmilson era da corrente Primavera Socialista, que possui um histórico de rivalidade dentro do partido. O caso acabou levando a sua suspensão de dentro do PSOL e a discussão de uma possível expulsão. Além disso, o PT havia cogitado inicialmente deixar a base do governo municipal e lançar uma candidatura própria ou apoiar um nome ligado ao governador Helder Barbalho (MDB), uma vez que o mesmo é um dos representantes da base aliada do presidente da república, Luiz Inácio Lula da Silva. Porém, o partido decidiu apoiar a reeleição de Edmilson devido a falta de um nome forte se fosse seguir como candidato independente, tendo como a condição de lançar mais uma vez o vice, como havia sido nas eleições de 2020 quando o ex-secretário estadual de cultura, Edilson Moura, foi escolhido, se tornando o primeiro homem negro a assumir tal cargo na capital paraense. Foi oficializado candidato à reeleição em 03 de agosto de 2024, na convenção eleitoral do PSOL, com a presença de 21 mil pessoas no bairro do Guamá, que oficializou novamente Edilson Moura (PT) como seu vice.
Pelo lado Barbalhista, como são conhecidos os apoiadores do governador Helder Barbalho, era especulado o nome do deputado estadual Zeca Pirão como o seu candidato, chegando a aparecer na liderança em algumas pesquisas. Contudo, com a saída de Igor Normando do PODE devido a filiação do senador Zequinha Marinho ao partido, que havia deixado o PL por discordâncias em alguns posicionamentos, Helder decidiu lançar Normando como o seu candidato, assinando também a sua filiação ao MDB. Para compor o nome a vice, dois parlamentares foram colocados como possíveis apostas: o então secretário de esporte e lazer e ex-deputado federal, Cássio Andrade (PSB), e a então secretária de cultura, Ursula Vidal (UNIÃO), com a última chegando a ganhar força para assumir tal função, enquanto que o primeiro optou por ser apenas o coordenador de campanha de Igor, assim como também acabou causando a saída do PSB da base de apoio da gestão municipal de Edmilson. Porém, em uma reviravolta, ficou decidido que Andrade, que seria o coordenador de campanha, ficaria como vice na chapa de Normando, enquanto que Ursula voltaria ao cargo de secretária de cultura em uma ação estratégica, visando crescer os investimentos para a COP-30. Além do PSB, o PDT, que havia inicialmente fechado o apoio à Rodrigues, decide reverter em favor de Normando, causando também a sua saída da gestão municipal. No entanto, alguns candidatos a vereador do próprio PDT mantiveram o apoio à Edmilson, assim como o Cidadania, que mesmo fazendo parte da federação com o PSDB, resolveu apoiar o atual prefeito.
No lado Bolsonarista, três nomes apareceram como opções. O primeiro era o de Éder Mauro, deputado federal e principal porta-voz do ex-presidente Jair Bolsonaro, chegando a abrir importantes vantagens na liderança nas pesquisas de opinião. O segundo nome é o de Everaldo Eguchi, que chegou a ir no segundo turno em 2020. Eguchi posteriormente deixaria o PRD e voltaria ao PL, mas ficando por pouco tempo, quando se filiou ao PODE e se lançou como pré-candidato a prefeito. No entanto, a sua candidatura foi impossibilitada pela alta cúpula do partido, que resolveu apostar no radialista Jefferson Lima. Além disso, Everaldo também havia deixado de apoiar o ex-presidente da república, Jair Bolsonaro, mostrando uma possível aproximação de Helder Barbalho, o que também teria desagradado os parlamentares do Podemos, apesar do partido não expor a real razão do descarte de sua candidatura. O delegado federal deixaria o partido e posteriormente se filiaria ao Avante, porém, é expulso do partido após a sua pré-candidatura também ter sido rejeitada, uma vez que os mesmos decidiram por apoiar Thiago Araújo (Republicanos). Ao final, Eguchi se filiaria ao PRTB, oficializando a sua candidatura. O último nome é o de Henrique Nassar, também pelo PL, que, apesar de apostar em Éder Mauro, Nassar de qualquer jeito oficializou a sua pré-candidatura, criando também um cenário de racha dentro do partido entre seus militantes.
No lado independente, Thiago Araújo se lança novamente como candidato, mas agora pelo Republicanos, uma vez que o mesmo deixaria o Cidadania, onde esteve desde a sua primeira vez na política em 2012, alegando sofrer perseguição interna por ser o principal opositor ao governo Helder Barbalho, uma vez que o partido acabou se juntando com o PSDB devido a federação nacional, já que o lado tucano decidiu ir para a base de apoio à gestão estadual. Outros nomes que compõem essa frente são o do professor Ítalo Abati pelo NOVO, que pela primeira vez lança um candidato à prefeito na capital paraense, uma vez que em 2020 apresentou apenas candidatos a vereador, da jornalista Wellingta Macêdo pelo PSTU e da guarda portuária Raquel Brício pelo UP, que assim como o PSB e PDT, deixou a base de apoio ao governo municipal.

## Calendário eleitoral
| Início        | Fim           | Atividades | Status    |
| ------------- | ------------- | --- | --------- |
| 7 de março    | 5 de abril    | Janela partidária para vereadores trocarem de partido visando concorrer às eleições sem perder o mandato. | Realizado |
| 6 de abril    | 6 de abril    | Data-limite para todas as legendas e federações partidárias obterem o registro dos estatutos no TSE e para todos os candidatos terem domicílio eleitoral na circunscrição em que desejam disputar as eleições com a filiação deferida pelo partido. | Realizado |
| 15 de maio    | 15 de maio    | Início da campanha de arrecadação prévia de recursos na modalidade de financiamento coletivo para pré-candidatos, sem realização de pedidos de voto e obedecendo a regras relativas à propaganda eleitoral na Internet.                             | Realizado |
| 20 de julho   | 5 de agosto   | Realização de convenções partidárias para deliberar sobre coligações e escolher candidatos às prefeituras e aos cargos de vereador. Os partidos têm até 15 de agosto para registrar os nomes na Justiça Eleitoral.                                  | Realizado |
| 16 de agosto  | 16 de agosto  | Início das campanhas eleitorais de forma igualitária, podendo qualquer publicidade ou manifestação com pedido explícito de voto antes da data ser considerada irregular e multada.                                                                  | Realizado |
| 30 de agosto  | 3 de outubro  | Veiculação da propaganda eleitoral gratuita no rádio e na televisão. | Realizado |
| 6 de outubro  | 6 de outubro  | Realização do primeiro turno das eleições municipais. | Realizado |
| 11 de outubro | 25 de outubro | Veiculação da propaganda eleitoral gratuita no rádio e na televisão para o segundo turno. | Realizado |
| 27 de outubro | 27 de outubro | Realização de um eventual segundo turno nas cidades com mais de 200 mil eleitores em que o candidato a prefeito mais votado não tenha atingido a metade mais um dos votos válidos.                                                                  | Realizado |

## Candidatos à prefeitura
| Nº | Prefeito(a)  | Prefeito(a)        | Prefeito(a)         | Prefeito(a) | Vice-Prefeito(a) | Vice-Prefeito(a) | Vice-Prefeito(a) | Vice-Prefeito(a)  | Vice-Prefeito(a) | Coligação Partido(s)                                                                                 | Tempo do horário eleitoral       | Ref.                 |
| Nº | Candidato(a) | Candidato(a)       | Partido Federação   | Cargos relevantes | Candidato(a)     | Candidato(a)     | Candidato(a)     | Partido Federação | Cargos relevantes | Coligação Partido(s)                                                                                 | Tempo do horário eleitoral       | Ref.                 |
| -- | ------------ | ------------------ | ------------------- | --- | ---------------- | ---------------- | ---------------- | ----------------- | --- | --- | -------------------------------- | -------------------- |
| 10 |              | Thiago Araújo      | Republicanos        | - Deputado estadual (2015–atualidade); - Vereador de Belém (2013–2015)                                                                 |                  |                  | Shirley Alves    | AGIR              | - Professora | Belém quer mudança de verdade Republicanos, AGIR, Solidariedade1, Avante, DC e PMB                   | 1 minuto e 11 segundos           | [ 45 ] [ 46 ]        |
| 15 |              | Igor Normando      | MDB                 | - Secretário de Estado de Articulação da Cidadania (2023–2024); - Deputado estadual (2019–atualidade); - Vereador de Belém (2013–2019) |                  |                  | Cássio Andrade   | PSB               | - Secretário de Estado de Esporte, Cultura e Lazer (2023–2024); - Deputado federal (2019–2023); - Deputado estadual (2007–2018); - Vereador de Belém (2005–2006) | Levanta Belém MDB, PSB, PDT, UNIÃO, Fed. PSDB Cidadania (PSDB e Cidadania2), PSD, PP, PRD e MOBILIZA | 4 minutos e 19 segundos          | [ 47 ] [ 48 ] [ 49 ] |
| 16 |              | Wellingta Macêdo   | PSTU                | - Jornalista; - Atriz; - Líder do Movimento Quilombo Raça e Classe                                                                     |                  |                  | Airton Moraes    | PSTU              | - Farmacêutico | Sem coligação                                                                                        | Sem direito ao horário eleitoral | [ 50 ] [ 51 ]        |
| 20 |              | Jefferson Lima     | PODE                | - Radialista; - Apresentador de TV |                  |                  | Aline Kzam       | PODE              | - Médica | Sem coligação                                                                                        | 31 segundos                      | [ 52 ]               |
| 22 |              | Éder Mauro         | PL                  | - Deputado federal (2015–atualidade); - Delegado                                                                                       |                  |                  | Tatiane Coelho   | PL                | - Médica | Sem coligação                                                                                        | 2 minutos                        | [ 53 ] [ 54 ]        |
| 30 |              | Ítalo Abati        | NOVO                | - Professor; - Conselheiro do Grupo Enactus                                                                                            |                  |                  | Bernardino Greco | NOVO              | - Advogado | Sem coligação                                                                                        | Sem direito ao horário eleitoral | [ 55 ] [ 56 ]        |
| 50 |              | Edmilson Rodrigues | PSOL Fed. PSOL REDE | - Prefeito de Belém (1997–2005; 2021–2025) - Deputado federal (2015–2020) - Deputado estadual (1987–1995; 2011–2015)                   |                  |                  | Edilson Moura    | PT FE Brasil      | - Vice-prefeito de Belém (2021–2025); - Secretário Estadual de Cultura (2007–2010); - Vereador de Belém (2005–2008)                                              | A nossa família é o povo Fed. PSOL REDE (PSOL e REDE) e FE Brasil (PT, PCdoB e PV)                   | 1 minuto e 56 segundos           | [ 57 ] [ 58 ] [ 59 ] |
| 80 |              | Raquel Brício      | UP                  | - Guarda portuária |                  |                  | Gal Leite        | UP                | - Sindicalista | Sem nome UP e PCB                                                                                    | Sem direito ao horário eleitoral | [ 60 ] [ 61 ]        |

↑1 Apesar do diretório estadual do Solidariedade apoiar diretamente Thiago Araújo (Republicanos), outra parte do partido optou por apoiar Everaldo Eguchi (PRTB), formando a coligação não oficial União Bora Belém, levando a campanha de Araújo a pedir impugnação da chapa. No dia 18 de agosto, a Justiça Eleitoral decidiu manter o Solidariedade como componente da campanha de Thiago, anulando a coligação de Eguchi.
↑2 Apesar de ser uma federação, apenas o PSDB apoia a candidatura de Igor, enquanto que o Cidadania apoia a reeleição de Edmilson Rodrigues (PSOL).

#### Indeferida
- Everaldo Eguchi (PRTB):

| Nº | Prefeito(a)  | Prefeito(a)     | Prefeito(a)       | Prefeito(a)       | Vice-Prefeito(a) | Vice-Prefeito(a) | Vice-Prefeito(a) | Vice-Prefeito(a)  | Vice-Prefeito(a)  | Coligação Partido(s) | Tempo do horário eleitoral       | Ref.          |
| Nº | Candidato(a) | Candidato(a)    | Partido Federação | Cargos relevantes | Candidato(a)     | Candidato(a)     | Candidato(a)     | Partido Federação | Cargos relevantes | Coligação Partido(s) | Tempo do horário eleitoral       | Ref.          |
| -- | ------------ | --------------- | ----------------- | ----------------- | ---------------- | ---------------- | ---------------- | ----------------- | ----------------- | -------------------- | -------------------------------- | ------------- |
| 28 |              | Everaldo Eguchi | PRTB              | - Delegado        |                  |                  | Fernando Bruno   | PRTB              | - Empresário      | Sem coligação        | Sem direito ao horário eleitoral | [ 64 ] [ 65 ] |

Teve a candidatura indeferida pelo Tribunal Superior Eleitoral (TSE) em 2 de outubro após o candidato à vice, Fernando Bruno, ter sido condenado em 2013 a 2 anos e 8 meses de reclusão pelo crime contra a ordem tributária, o que teria ido de acordo com a Lei da Ficha Limpa, já que com a condenação de Bruno em estado de julgado ter saído em 2021 e, até este período, não houve algum pedido de suspensão da decisão nesse período, isto acabou fazendo com que a chapa fosse impugnada.

## Apoios no segundo turno
| Igor      | Igor                                                                              |
| --------- | --------------------------------------------------------------------------------- |
| Partidos  | PT                                                                                |
| Partidos  | PCdoB                                                                             |
| Partidos  | PV                                                                                |
| Partidos  | PSOL                                                                              |
| Partidos  | PRTB                                                                              |
| Partidos  | Republicanos                                                                      |
| Políticos | Helder Barbalho, governador do Pará                                               |
| Políticos | Everaldo Eguchi, delegado e oitavo colocado na disputa no 1.° turno               |
| Políticos | Luiz Inácio Lula da Silva, presidente do Brasil                                   |
| Políticos | Edmilson Rodrigues, prefeito de Belém e terceiro colocado na disputa no 1.° turno |
| Políticos | Thiago Araújo, deputado estadual e quarto colocado na disputa no 1.° turno        |
| Políticos | Manoel Pioneiro, ex-prefeito de Ananindeua                                        |
| Políticos | Erick Monteiro, deputado estadual e ex-vice prefeito de Ananindeua                |
| Políticos | Patrícia Alencar, prefeita reeleita de Marituba                                   |
| Políticos | João Henrique Campos, prefeito reeleito de Recife                                 |
| Políticos | Antônio Furlan, prefeito reeleito de Macapá                                       |

| Neutralidade | Neutralidade                                                         |
| ------------ | -------------------------------------------------------------------- |
| Partidos     | PCB                                                                  |
| Partidos     | PSTU                                                                 |
| Políticos    | Wellingta Macêdo, jornalista e nona colocada na disputa no 1.° turno |

| Éder      | Éder                                                                 |
| --------- | -------------------------------------------------------------------- |
| Partidos  | NOVO                                                                 |
| Partidos  | PODE                                                                 |
| Políticos | Ítalo Abati, professor e sexto colocado na disputa no 1.° turno      |
| Políticos | Daniel Santos, prefeito reeleito de Ananindeua.                      |
| Políticos | Jefferson Lima, radialista e quinto colocado na disputa no 1.° turno |
| Políticos | Damares Alves, senadora pelo Distrito Federal                        |
| Políticos | Michelle Bolsonaro, ex-primeira dama do Brasil                       |
| Políticos | Celina Leão, vice-governadora do Distrito Federal                    |

## Pré-candidaturas

#### Canceladas
- Silvia Letícia (PSOL): A vereadora e líder do seu próprio coletivo teve a sua candidatura negada pelo partido após o diretório estadual aprovar o nome do atual prefeito, Edmilson Rodrigues, como candidato à reeleição.[83]

- Zeca Pirão (MDB): Com a escolha de Igor Normando como candidato do partido à Prefeitura, a candidatura de Pirão acabou sendo descartada.

- Henrique Nassar (PL): Com a escolha de Éder Mauro como o candidato do partido à Prefeitura, a candidatura de Nassar acabou sendo descartada.[84]

- Rogério Barra (PL): Chegou a ser cotado como uma das possíveis opções caso o ex-presidente da república, Jair Bolsonaro, optasse por não lançar Éder Mauro como candidato à Prefeitura. No entanto, o deputado estadual nunca confirmou de fato uma pré-candidatura.[85]

## Debates
Primeiro turno

De acordo com as regras eleitorais, as emissoras só poderão convocar para o debate os candidatos que obtiverem a concordância de pelo menos dois terços de candidatas e candidatos, no caso de eleição majoritária (cargo de prefeito), e de pelo menos dois terços dos partidos ou das federações com candidatas e candidatos, no caso de eleição proporcional (cargo de vereador). Caso não seja possível um acordo, as emissoras de rádio e televisão podem apresentar debates em conjunto para o cargo de prefeito, estando presentes todas as candidatas e todos os candidatos, ou em grupos, com a presença de, no mínimo, três pessoas.
| Data           | Organizador(es)            | Mediação         | Edmilson Rodrigues (PSOL) | Éder Mauro (PL) | Igor Normando (MDB) | Jefferson Lima (PODE) | Thiago Araújo (Republicanos) | Everaldo Eguchi (PRTB) | Italo Abati (NOVO) | Wellingta Macêdo (PSTU) | Raquel Brício (UP) | Ref.   |
| -------------- | -------------------------- | ---------------- | ------------------------- | --------------- | ------------------- | --------------------- | ---------------------------- | ---------------------- | ------------------ | ----------------------- | ------------------ | ------ |
| 25 de setembro | Portal BT+                 | Mary Tupiassu    | Presente                  | Ausente         | Ausente             | Ausente               | Presente                     | Presente               | Presente           | Não convidada           | Não convidada      | [ 87 ] |
| 3 de outubro   | TV Liberal Belém e G1 Pará | Priscilla Castro | Presente                  | Presente        | Presente            | Presente              | Presente                     | Presente               | Não convidado      | Não convidada           | Não convidada      | [ 88 ] |

Segundo turno
| Data          | Organizador(es)            | Mediação         | Igor Normando (MDB) | Éder Mauro (PL) | Ref.   |
| ------------- | -------------------------- | ---------------- | ------------------- | --------------- | ------ |
| 25 de outubro | TV Liberal Belém e G1 Pará | Priscilla Castro | Ausente             | Presente        | [ 88 ] |

## Candidatos à vereança
A regra eleitoral permite que um Partido ou Federação indique uma chapa que contenha, no máximo, 100% das vagas em disputa mais 1. No caso de Belém, o número máximo de candidaturas é de 40.
A tabela a seguir apresenta o número de candidaturas em cada Partido e Federação, estando agrupados a partir de coligações na disputa do poder executivo. Lembre-se que a coligação em eleições proporcionais não existe mais no Brasil, sendo demonstrada a coligação majoritária apenas a título de visualização agrupada.
| Coligação ao executivo                               | Partido ou federação | Partido ou federação | Candidatos     | Candidatos     | Candidatos     | Candidatos     |
| ---------------------------------------------------- | -------------------- | -------------------- | -------------- | -------------- | -------------- | -------------- |
| Levanta Belém (285 candidatos)                       |                      |                      |                |                |                |                |
|                                                      | PP                   | 40                   | 40             | 40             | 40             |                |
|                                                      | PRD                  | 40                   | 40             | 40             | 40             |                |
|                                                      | PDT                  | 36                   | 36             | 36             | 36             |                |
|                                                      | PSD                  | 36                   | 36             | 36             | 36             |                |
|                                                      | UNIÃO                | 36                   | 36             | 36             | 36             |                |
|                                                      | PSDB-Cidadania       | 35                   |                | PSDB           | 19             |                |
|                                                      | PSDB-Cidadania       | 35                   | Cidadania      | 16             |                |                |
|                                                      | PSB                  | 31                   | 31             | 31             | 31             |                |
|                                                      | MDB                  | 31                   | 31             | 31             | 31             |                |
| Belém quer mudança de verdade (102 candidatos)       |                      |                      |                |                |                |                |
|                                                      | Republicanos         | 36                   | 36             | 36             | 36             |                |
|                                                      | DC                   | 34                   | 34             | 34             | 34             |                |
|                                                      | Agir                 | 22                   | 22             | 22             | 22             |                |
|                                                      | Avante               | 10                   | 10             | 10             | 10             |                |
|                                                      | Solidariedade        | Sem candidatos       | Sem candidatos | Sem candidatos | Sem candidatos |                |
|                                                      | PMB                  | Sem candidatos       | Sem candidatos | Sem candidatos | Sem candidatos |                |
| A nossa família é o povo (72 candidatos)             |                      | PSOL-REDE            | 36             |                | PSOL           | 25             |
| A nossa família é o povo (72 candidatos)             |                      | PSOL-REDE            | 36             | REDE           | 11             |                |
| A nossa família é o povo (72 candidatos)             |                      | FE Brasil            | 36             |                | PT             | 30             |
| A nossa família é o povo (72 candidatos)             |                      | FE Brasil            | 36             | PCdoB          | 2              |                |
| A nossa família é o povo (72 candidatos)             |                      | FE Brasil            | 36             | PV             | 4              |                |
| Sem nome (2 candidatos)                              |                      | UP                   | 2              | 2              | 2              | 2              |
| Sem nome (2 candidatos)                              |                      | PCB                  | Sem candidatos | Sem candidatos | Sem candidatos | Sem candidatos |
| Partidos e federações não coligadas (110 candidatos) |                      | PODE                 | 36             | 36             | 36             | 36             |
| Partidos e federações não coligadas (110 candidatos) |                      | PL                   | 36             | 36             | 36             | 36             |
| Partidos e federações não coligadas (110 candidatos) |                      | PRTB                 | 24             | 24             | 24             | 24             |
| Partidos e federações não coligadas (110 candidatos) |                      | NOVO                 | 10             | 10             | 10             | 10             |
| Partidos e federações não coligadas (110 candidatos) |                      | PSTU                 | 2              | 2              | 2              | 2              |
| Total                                                | Total                | Total                | 571            | 571            | 571            | 571            |

## Pesquisas eleitorais
As pesquisas buscam analisar como seria o resultado da eleição se ela ocorresse no dia em que os dados dos entrevistados foram coletados, não tendo como objetivo pela porcentagem de confiança, prever o resultado final da eleição.
Exemplo: na pesquisa do instituto Quaest que foi divulgada em 22 de setembro de 2024, o candidato Eder Mauro vence no primeiro cenário e perde no segundo, mas empata na margem de erro no terceiro cenário.

### Segundo turno
| Fonte               | Data(s) conduzidas | Amostragem  | Normando MDB                                | Mauro PL                                    | Abst. Indec.                                | Vantagem                                    | Ref.                                        |       |     |     |   |     |        |
| ------------------- | ------------------ | ----------- | ------------------------------------------- | ------------------------------------------- | ------------------------------------------- | ------------------------------------------- | ------------------------------------------- | ----- | --- | --- | - | --- | ------ |
| Fonte               | Data(s) conduzidas | Amostragem  | Quaest                                      | 25-26/Out/2024                              | Abst. Indec.                                | Vantagem                                    | Ref.                                        | 1.002 | 59% | 41% | – | 18% | [ 91 ] |
| 53%                 | 32%                | 12%         | Quaest                                      | 25-26/Out/2024                              | 21%                                         |                                             |                                             | 1.002 |     |     |   |     | [ 91 ] |
| 47%                 | 27%                | 26%         | Quaest                                      | 25-26/Out/2024                              | 20%                                         |                                             |                                             | 1.002 |     |     |   |     | [ 91 ] |
| Real Time Big Data  | 23-24/Out/2024     | 1.000       | 63%                                         | 37%                                         | –                                           | 26%                                         | [ 92 ]                                      |       |     |     |   |     |        |
| Real Time Big Data  | 23-24/Out/2024     | 1.000       | 59%                                         | 34%                                         | 7%                                          | 25%                                         | [ 92 ]                                      |       |     |     |   |     |        |
| Futura/100% Cidades | 23/Out/2024        | 800         | 63.3%                                       | 36.7%                                       | –                                           | 26.6%                                       | [ 93 ]                                      |       |     |     |   |     |        |
| Futura/100% Cidades | 23/Out/2024        | 800         | 58.1%                                       | 33.7%                                       | 8.1%                                        | 24.4%                                       | [ 93 ]                                      |       |     |     |   |     |        |
| Futura/100% Cidades | 23/Out/2024        | 800         | 56.1%                                       | 32%                                         | 11.8%                                       | 24.1%                                       | [ 93 ]                                      |       |     |     |   |     |        |
| Acertar             | 22-25/Out/2024     | 1.200       | 65%                                         | 35%                                         | –                                           | 30%                                         | [ 94 ]                                      |       |     |     |   |     |        |
| Acertar             | 22-25/Out/2024     | 1.200       | 59%                                         | 32%                                         | 9%                                          | 27%                                         | [ 94 ]                                      |       |     |     |   |     |        |
| Acertar             | 22-25/Out/2024     | 1.200       | 56%                                         | 29%                                         | 15%                                         | 27%                                         | [ 94 ]                                      |       |     |     |   |     |        |
| Doxa                | 21-25/Out/2024     | 1.000       | 64%                                         | 36%                                         | –                                           | 28%                                         | [ 95 ]                                      |       |     |     |   |     |        |
| Doxa                | 21-25/Out/2024     | 1.000       | 55.9%                                       | 31.5%                                       | 12.6%                                       | 24.4%                                       | [ 95 ]                                      |       |     |     |   |     |        |
| AtlasIntel          | 20-25/Out/2024     | 1.210       | 58.9%                                       | 41.1%                                       | –                                           | 17.8%                                       | [ 96 ]                                      |       |     |     |   |     |        |
| AtlasIntel          | 20-25/Out/2024     | 1.210       | 56.1%                                       | 39.1%                                       | 4.8%                                        | 15%                                         | [ 96 ]                                      |       |     |     |   |     |        |
| Veritá              | 17-22/Out/2024     | 1.610       | 57.5%                                       | 42.5%                                       | –                                           | 15%                                         | [ 97 ]                                      |       |     |     |   |     |        |
| Veritá              | 17-22/Out/2024     | 1.610       | 54.4%                                       | 40.2%                                       | 5.3%                                        | 14.2%                                       | [ 97 ]                                      |       |     |     |   |     |        |
| Regnum/Iveiga       | 16-18/Out/2024     | 2.000       | 60.71%                                      | 39.29%                                      | –                                           | 21.42%                                      | [ 98 ]                                      |       |     |     |   |     |        |
| Regnum/Iveiga       | 16-18/Out/2024     | 2.000       | 52.9%                                       | 34.9%                                       | 12.2%                                       | 18%                                         | [ 98 ]                                      |       |     |     |   |     |        |
| Quaest              | 16-18/Out/2024     | 900         | 51%                                         | 33%                                         | 16%                                         | 18%                                         | [ 99 ]                                      |       |     |     |   |     |        |
| Quaest              | 16-18/Out/2024     | 900         | 47%                                         | 29%                                         | 24%                                         | 18%                                         | [ 99 ]                                      |       |     |     |   |     |        |
| AtlasIntel          | 15-20/Out/2024     | 1.215       | 56.8%                                       | 43.2%                                       | –                                           | 13.6%                                       | [ 100 ]                                     |       |     |     |   |     |        |
| AtlasIntel          | 15-20/Out/2024     | 1.215       | 54.5%                                       | 41.4%                                       | 4.2%                                        | 13.1%                                       | [ 100 ]                                     |       |     |     |   |     |        |
| Acertar             | 14-17/Out/2024     | 840         | 64%                                         | 36%                                         | –                                           | 28%                                         | [ 101 ]                                     |       |     |     |   |     |        |
| Acertar             | 14-17/Out/2024     | 840         | 58%                                         | 33%                                         | 9%                                          | 25%                                         | [ 101 ]                                     |       |     |     |   |     |        |
| Futura/100% Cidades | 11-14/Out/2024     | 800         | 56%                                         | 35.8%                                       | 8.2%                                        | 20.2%                                       | [ 102 ]                                     |       |     |     |   |     |        |
| Futura/100% Cidades | 11-14/Out/2024     | 800         | 51.6%                                       | 32.7%                                       | 15.6%                                       | 18.9%                                       | [ 102 ]                                     |       |     |     |   |     |        |
| Real Time Big Data  | 11-12/Out/2024     | 1.000       | 63%                                         | 37%                                         | –                                           | 26%                                         | [ 103 ]                                     |       |     |     |   |     |        |
| Real Time Big Data  | 11-12/Out/2024     | 1.000       | 60%                                         | 35%                                         | 5%                                          | 25%                                         | [ 103 ]                                     |       |     |     |   |     |        |
| 06/Out/2024         | 06/Out/2024        | 06/Out/2024 | Segundo turno entre Igor e Eder confirmado. | Segundo turno entre Igor e Eder confirmado. | Segundo turno entre Igor e Eder confirmado. | Segundo turno entre Igor e Eder confirmado. | Segundo turno entre Igor e Eder confirmado. |       |     |     |   |     |        |
| Quaest              | 3-4/Out/2024       | 1.002       | 56%                                         | 34%                                         | 10%                                         | 22%                                         | [ 104 ]                                     |       |     |     |   |     |        |
| AtlasIntel          | 29/Set-4/Out/2024  | 1.608       | 56.6%                                       | 28.4%                                       | 15%                                         | 28.2%                                       | [ 105 ]                                     |       |     |     |   |     |        |
| Acertar             | 29/Set-3/Out/2024  | 1.200       | 62%                                         | 28%                                         | 10%                                         | 34%                                         | [ 106 ]                                     |       |     |     |   |     |        |
| Futura/100% Cidades | 26-27/Set/2024     | 800         | 59.7%                                       | 30%                                         | 10.3%                                       | 29.7%                                       | [ 107 ]                                     |       |     |     |   |     |        |
| Real Time Big Data  | 23-24/Set/2024     | 1.000       | 51%                                         | 30%                                         | 19%                                         | 21%                                         | [ 108 ]                                     |       |     |     |   |     |        |
| AtlasIntel          | 19-24/Set/2024     | 1.204       | 56.7%                                       | 30.9%                                       | 12.4%                                       | 25.8%                                       | [ 109 ]                                     |       |     |     |   |     |        |
| Quaest              | 18-20/Set/2024     | 900         | 57%                                         | 30%                                         | 13%                                         | 27%                                         | [ 110 ]                                     |       |     |     |   |     |        |
| Futura/100% Cidades | 12-17/Set/2024     | 800         | 56.3%                                       | 32.9%                                       | 10.8%                                       | 23.4%                                       | [ 111 ]                                     |       |     |     |   |     |        |
| Doxa                | 9-13/Set/2024      | 1.000       | 52.8%                                       | 26.5%                                       | 20.7%                                       | 26.3%                                       | [ 112 ]                                     |       |     |     |   |     |        |
| Real Time Big Data  | 6-7/Set/2024       | 1.000       | 46%                                         | 30%                                         | 24%                                         | 16%                                         | [ 113 ]                                     |       |     |     |   |     |        |
| Acertar             | 2-6/Set/2024       | 840         | 57%                                         | 29%                                         | 14%                                         | 28%                                         | [ 114 ]                                     |       |     |     |   |     |        |
| Doxa                | 26-30/Ago/2024     | 1.000       | 42.2%                                       | 27.3%                                       | 30.3%                                       | 14.9%                                       | [ 115 ]                                     |       |     |     |   |     |        |
| Doxa                | 6-10/Ago/2024      | 1.000       | 41.4%                                       | 32.6%                                       | 26%                                         | 8.8%                                        | [ 116 ]                                     |       |     |     |   |     |        |
| Acertar             | 5-9/Ago/2024       | 840         | 51%                                         | 35%                                         | 14%                                         | 16%                                         | [ 117 ]                                     |       |     |     |   |     |        |
| Futura/100% Cidades | 25/Jul-1/Ago/2024  | 800         | 40.4%                                       | 41.3%                                       | 18.3%                                       | 0.9%                                        | [ 118 ]                                     |       |     |     |   |     |        |
| AtlasIntel          | 2-7/Ago/2024       | 1.220       | 49.8%                                       | 38.1%                                       | 12.1%                                       | 11.7%                                       | [ 119 ]                                     |       |     |     |   |     |        |
| Doxa                | 15-18/Jul/2024     | 1.000       | 24.3%                                       | 23.7%                                       | 52%                                         | 0.6%                                        | [ 120 ]                                     |       |     |     |   |     |        |
| Acertar             | 15-18/Jul/2024     | 839         | 50.7%                                       | 35.9%                                       | 13.4%                                       | 14.8%                                       | [ 121 ]                                     |       |     |     |   |     |        |

### Primeiro turno
Nota: Em itálico, estão os candidatos que desistiram da disputa ou que foram indeferidos.
| Fonte               | Data(s) conduzidas | Amostragem  | Mauro PL | Rodrigues PSOL | Normando MDB | Araújo Republicanos | Eguchi PRTB | Lima PODE | Abati NOVO | Macêdo PSTU | Brício UP | Outros | Abst. Indec. | Vantagem | Ref. |      |    |    |   |    |      |         |
| ------------------- | ------------------ | ----------- | --- | --- | --- | --- | --- | --- | --- | --- | --- | --- | --- | --- | --- | ---- | -- | -- | - | -- | ---- | ------- |
| Fonte               | Data(s) conduzidas | Amostragem  | Datailha | 4-5/Out/2024 | 1.200 | 17% | 30.5% | 29.2% | 9.2% | 0.5% | 6.4% | Outros | Abst. Indec. | Vantagem | Ref. | 0.2% | 0% | 0% | – | 7% | 1.3% | [ 122 ] |
| 16.9%               | 29.7%              | 28.5%       | Datailha | 4-5/Out/2024 | 1.200 | 8.8% | 0.3% | 5.8% | 0.1% | 0% | 0% | – | 9.9% | 1.2% | |      |    |    |   |    |      | [ 122 ] |
| Quaest              | 3-4/Out/2024       | 1.002       | 26% | 13% | 43% | 8% | 2% | 7% | 0% | 0% | 1% | – | – | 17% | [ 104 ] |      |    |    |   |    |      |         |
| Quaest              | 3-4/Out/2024       | 1.002       | 24% | 12% | 39% | 7% | 1% | 6% | 0% | 0% | 0% | – | 11% | 15% | [ 104 ] |      |    |    |   |    |      |         |
| Quaest              | 3-4/Out/2024       | 1.002       | 19% | 10% | 31% | 3% | 1% | 3% | 0% | 0% | 0% | – | 33% | 12% | [ 104 ] |      |    |    |   |    |      |         |
| AtlasIntel          | 29/Set-4/Out/2024  | 1.608       | 22.3% | 11.4% | 44.1% | 12.6% | 0.2% | 7.3% | 0.9% | 0.1% | 1.3% | – | – | 21.8% | [ 105 ] |      |    |    |   |    |      |         |
| AtlasIntel          | 29/Set-4/Out/2024  | 1.608       | 21.3% | 10.9% | 42.1% | 12% | 0.2% | 7% | 0.8% | 0.1% | 1.2% | – | 4.3% | 20.8% | [ 105 ] |      |    |    |   |    |      |         |
| Doxa                | 29/Set-4/Out/2024  | 1.000       | 23.4% | 12.5% | 48.5% | 8.2% | 0.7% | 5.5% | 0.9% | 0.2% | 0.1% | – | – | 25.1% | [ 123 ] |      |    |    |   |    |      |         |
| Doxa                | 29/Set-4/Out/2024  | 1.000       | 19.1% | 10.1% | 39.4% | 6.1% | 0.6% | 4.5% | 0.7% | 0.2% | 0.1% | – | 13.8% | 20.3% | [ 123 ] |      |    |    |   |    |      |         |
| Acertar             | 29/Set-3/Out/2024  | 1.200       | 24% | 10% | 47% | 9% | 1% | 8% | 0% | 0% | 0% | – | – | 23% | [ 106 ] |      |    |    |   |    |      |         |
| Acertar             | 29/Set-3/Out/2024  | 1.200       | 22% | 9% | 43% | 8% | 1% | 7% | 0% | 0% | 0% | – | 10% | 21% | [ 106 ] |      |    |    |   |    |      |         |
| Destak              | 28-29/Set/2024     | 1.200       | 28.3% | 9.4% | 53.4% | 4.3% | 0.4% | 3.4% | 0.1% | 0.2% | 0.1% | – | – | 25.1% | [ 124 ] |      |    |    |   |    |      |         |
| Destak              | 28-29/Set/2024     | 1.200       | 25% | 8.3% | 47.4% | 3.8% | 0.4% | 3% | 0.1% | 0.2% | 0.1% | – | 11.7% | 22.4% | [ 124 ] |      |    |    |   |    |      |         |
| Destak              | 28-29/Set/2024     | 1.200       | 24.8% | 7.5% | 47.7% | 3.8% | 0.4% | 2.3% | 0.1% | 0.2% | 0% | 0.3% | 12.9% | 22.9% | [ 124 ] |      |    |    |   |    |      |         |
| Futura/100% Cidades | 26-27/Set/2024     | 800         | 27.3% | 10% | 40.8% | 6.7% | 1.6% | 3.4% | 0.6% | 0.4% | 0.6% | – | 8.7% | 13.5% | [ 107 ] |      |    |    |   |    |      |         |
| Futura/100% Cidades | 26-27/Set/2024     | 800         | 24.5% | 9.2% | 39.1% | 4.6% | 1% | 1.7% | 0.5% | 0.1% | 0.3% | 0.2% | 18.8% | 14.6% | [ 107 ] |      |    |    |   |    |      |         |
| Regnum/Iveiga       | 26-27/Set/2024     | 1.000       | 25.7% | 7.8% | 39.6% | 5.5% | 1.8% | 4.9% | 0.6% | 0.2% | 0.2% | – | 13.7% | 13.9% | [ 125 ] |      |    |    |   |    |      |         |
| Regnum/Iveiga       | 26-27/Set/2024     | 1.000       | 18.7% | 6.1% | 32.5% | 3.5% | 0.8% | 2.9% | 0.2% | 0.1% | 0.1% | – | 35.1% | 13.8% | [ 125 ] |      |    |    |   |    |      |         |
| Doxa                | 23-27/Set/2024     | 1.000       | 23.9% | 13% | 49.9% | 6.4% | 1.1% | 4.7% | 0.3% | 0.3% | 0.3% | – | – | 26% | [ 126 ] |      |    |    |   |    |      |         |
| Doxa                | 23-27/Set/2024     | 1.000       | 20.8% | 11.3% | 43.5% | 5.6% | 1% | 4.1% | 0.3% | 0.3% | 0.3% | – | 12.8% | 22.7% | [ 126 ] |      |    |    |   |    |      |         |
| JC Pesquisas        | 23-27/Set/2024     | 1.500       | 19.9% | 11.3% | 39.8% | 15.1% | 0.6% | 3.8% | 0.3% | 0.4% | 0.6% | – | 8.2% | 19.9% | [ 127 ] |      |    |    |   |    |      |         |
| JC Pesquisas        | 23-27/Set/2024     | 1.500       | 18% | 9.7% | 34.3% | 10.6% | 0.1% | 2.7% | 0% | 0.1% | 0.3% | – | 24.2% | 16.3% | [ 127 ] |      |    |    |   |    |      |         |
| Real Time Big Data  | 23-24/Set/2024     | 1.000       | 22% | 10% | 44% | 7% | 1% | 7% | 0% | 0% | 0% | – | 9% | 22% | [ 108 ] |      |    |    |   |    |      |         |
| AtlasIntel          | 19-24/Set/2024     | 1.204       | 26.7% | 16.8% | 45.5% | 3.8% | 0.1% | 2.5% | 1.7% | 2.3% | 0.7% | – | – | 18.8% | [ 109 ] |      |    |    |   |    |      |         |
| AtlasIntel          | 19-24/Set/2024     | 1.204       | 25.7% | 16.1% | 43.7% | 3.7% | 0.1% | 2.4% | 1.6% | 2.2% | 0.6% | – | 3.9% | 18% | [ 109 ] |      |    |    |   |    |      |         |
| Datailha            | 18-20/Set/2024     | 1.200       | 15.4% | 28.3% | 26.8% | 8% | 1% | 3.7% | 0.5% | 0% | 0.3% | – | 16% | 1.5% | [ 128 ] |      |    |    |   |    |      |         |
| Datailha            | 18-20/Set/2024     | 1.200       | 12.7% | 23.4% | 21.9% | 6.4% | 0.4% | 2.5% | 0.2% | 0% | 0% | – | 32.5% | 1.5% | [ 128 ] |      |    |    |   |    |      |         |
| Quaest              | 18-20/Set/2024     | 900         | 21% | 11% | 42% | 5% | 1% | 6% | 0% | 0% | 0% | – | 14% | 21% | [ 129 ] |      |    |    |   |    |      |         |
| Quaest              | 18-20/Set/2024     | 900         | 14% | 8% | 26% | 3% | 0% | 1% | 0% | 0% | 0% | – | 48% | 12% | [ 129 ] |      |    |    |   |    |      |         |
| JC Pesquisas        | 17-21/Set/2024     | 1.500       | 19.4% | 10.7% | 36.8% | 14.1% | 0.3% | 4.6% | 0.1% | 0.1% | 0% | – | 3.7% | 17.4% | [ 130 ] |      |    |    |   |    |      |         |
| JC Pesquisas        | 17-21/Set/2024     | 1.500       | 14.5% | 7% | 28.3% | 8.7% | 0.3% | 1.8% | 0.1% | 0.1% | 0% | – | 2% | 13.8% | [ 130 ] |      |    |    |   |    |      |         |
| Futura/100% Cidades | 12-17/Set/2024     | 800         | 26.2% | 12.8% | 36.1% | 6.5% | 0.6% | 4.6% | 0.5% | 0.2% | 0.9% | – | 11.7% | 9.9% | [ 111 ] |      |    |    |   |    |      |         |
| Datailha            | 11-13/Set/2024     | 1.200       | 16.2% | 27.5% | 25.3% | 8% | 1.8% | 5.4% | 0.4% | 0% | 0.2% | – | 15.2% | 2.2% | [ 131 ] |      |    |    |   |    |      |         |
| Datailha            | 11-13/Set/2024     | 1.200       | 12.7% | 20.6% | 18.9% | 7.4% | 0.9% | 1.1% | 0% | 0% | 0% | – | 38.4% | 1.7% | [ 131 ] |      |    |    |   |    |      |         |
| Doxa                | 9-13/Set/2024      | 1.000       | 23.2% | 10.2% | 37.2% | 7.7% | 2.2% | 7.1% | 0.5% | 0.5% | 0.5% | – | 11.2% | 14% | [ 112 ] |      |    |    |   |    |      |         |
| Doxa                | 9-13/Set/2024      | 1.000       | 12.2% | 6.5% | 24.3% | 2.2% | 0.7% | 2.3% | 0% | 0.2% | 0.2% | – | 51.4% | 12.1% | [ 112 ] |      |    |    |   |    |      |         |
| Regnum/Iveiga       | 9-11/Set/2024      | 1.000       | 20.1% | 8.9% | 34.6% | 3.8% | 2% | 15.1% | 1% | 0.9% | 0.4% | – | 13.2% | 14.5% | [ 132 ] |      |    |    |   |    |      |         |
| Real Time Big Data  | 6-7/Set/2024       | 1.000       | 22% | 10% | 33% | 8% | 3% | 10% | 0% | 0% | 0% | – | 13% | 11% | [ 113 ] |      |    |    |   |    |      |         |
| Acertar             | 2-6/Set/2024       | 840         | 24% | 15% | 38% | 8% | 3% | 10% | 1% | 1% | 0% | – | – | 14% | [ 114 ] |      |    |    |   |    |      |         |
| Acertar             | 2-6/Set/2024       | 840         | 21% | 13% | 32% | 7% | 1% | 8% | 1% | 1% | 1% | – | 15% | 11% | [ 114 ] |      |    |    |   |    |      |         |
| Acertar             | 2-6/Set/2024       | 840         | 14% | 8% | 23% | 3% | 1% | 4% | 0% | 0% | 0% | – | 40% | 9% | [ 114 ] |      |    |    |   |    |      |         |
| Datailha            | 2-4/Set/2024       | 1.200       | 18.2% | 26.8% | 24.9% | 8% | 1.8% | 5.4% | 0.4% | 0.2% | 0% | – | 14.3% | 1.9% | [ 133 ] |      |    |    |   |    |      |         |
| Datailha            | 2-4/Set/2024       | 1.200       | 13.5% | 19.6% | 19.3% | 7.1% | 0.9% | 1.1% | 0.1% | 0% | 0% | – | 38.4% | 0.3% | [ 133 ] |      |    |    |   |    |      |         |
| 30/Ago/2024         | 30/Ago/2024        | 30/Ago/2024 | Início do período de propaganda eleitoral obrigatória em rádio e televisão. | Início do período de propaganda eleitoral obrigatória em rádio e televisão. | Início do período de propaganda eleitoral obrigatória em rádio e televisão. | Início do período de propaganda eleitoral obrigatória em rádio e televisão. | Início do período de propaganda eleitoral obrigatória em rádio e televisão. | Início do período de propaganda eleitoral obrigatória em rádio e televisão. | Início do período de propaganda eleitoral obrigatória em rádio e televisão. | Início do período de propaganda eleitoral obrigatória em rádio e televisão. | Início do período de propaganda eleitoral obrigatória em rádio e televisão. | Início do período de propaganda eleitoral obrigatória em rádio e televisão. | Início do período de propaganda eleitoral obrigatória em rádio e televisão. | Início do período de propaganda eleitoral obrigatória em rádio e televisão. | Início do período de propaganda eleitoral obrigatória em rádio e televisão. |      |    |    |   |    |      |         |
| Paraná Pesquisas    | 28/Ago-1/Set/2024  | 710         | 28.6% | 12.7% | 23.4% | 8.2% | 4.9% | 6.1% | 1.5% | 0.6% | 1.8% | – | 12.2% | 5.2% | [ 135 ] |      |    |    |   |    |      |         |
| Paraná Pesquisas    | 28/Ago-1/Set/2024  | 710         | 11.3% | 5.4% | 9.4% | 1% | 1.7% | 1.3% | 0.1% | 0.1% | 0.4% | 0.8% | 68.5% | 1.9% | [ 135 ] |      |    |    |   |    |      |         |
| Quaest              | 28-30/Ago/2024     | 900         | 23% | 15% | 21% | 8% | 3% | 14% | 1% | 1% | 1% | – | 13% | 2% | [ 136 ] |      |    |    |   |    |      |         |
| Quaest              | 28-30/Ago/2024     | 900         | 9% | 6% | 9% | 1% | 1% | 1% | 0% | 0% | 0% | – | 73% | Empate | [ 136 ] |      |    |    |   |    |      |         |
| Doxa                | 26-30/Ago/2024     | 1.000       | 27.3% | 19.8% | 32.8% | 8.1% | 2.8% | 8.1% | 0.3% | 0.7% | 0.1% | – | – | 5.5% | [ 115 ] |      |    |    |   |    |      |         |
| Doxa                | 26-30/Ago/2024     | 1.000       | 20.5% | 14.9% | 24.6% | 6.1% | 2.1% | 6.1% | 0.2% | 0.5% | 0.1% | – | 24.9% | 4.1% | [ 115 ] |      |    |    |   |    |      |         |
| Doxa                | 26-30/Ago/2024     | 1.000       | 12.6% | 6.2% | 13.8% | 1.8% | 0.6% | 1.4% | 0.2% | 0.1% | 0.1% | – | 63.2% | 1.2% | [ 115 ] |      |    |    |   |    |      |         |
| Datailha            | 26-27/Ago/2024     | 1.200       | 18.4% | 22.1% | 21.8% | 10.1% | 1.7% | 4% | 0.8% | 0% | 0.9% | – | 20.1% | 0.3% | [ 137 ] |      |    |    |   |    |      |         |
| Datailha            | 26-27/Ago/2024     | 1.200       | 14.5% | 18.1% | 17.2% | 6.9% | 0.8% | 1.2% | 0.1% | 0% | 0.2% | – | 41% | 0.9% | [ 137 ] |      |    |    |   |    |      |         |
| Datailha            | 8-10/Ago/2024      | 1.200       | 18.3% | 20.1% | 21.5% | 11.3% | 3.9% | 6.7% | 1.3% | 0% | 0% | 2.5% | 14.5% | 1.4% | [ 138 ] |      |    |    |   |    |      |         |
| Doxa                | 6-10/Ago/2024      | 1.000       | 19.2% | 13.8% | 21.2% | 9.6% | 3.5% | 10.6% | 0.3% | 0.2% | 0.6% | – | 21% | 2% | [ 116 ] |      |    |    |   |    |      |         |
| Acertar             | 5-9/Ago/2024       | 840         | 23% | 12% | 22% | 8% | 3% | 11% | 1% | 0% | 1% | – | 19% | 1% | [ 117 ] |      |    |    |   |    |      |         |
| AtlasIntel          | 2-7/Ago/2024       | 1.220       | 34.7% | 15.5% | 36.5% | 3.4% | 1.0% | 1.1% | 0.8% | 1.0% | 0.3% | – | 5.8% | 1.8% | [ 119 ] |      |    |    |   |    |      |         |
| 02/Ago/2024         | 02/Ago/2024        | 02/Ago/2024 | O Partido Democrático Trabalhista (PDT) decide retirar o apoio à reeleição de Edmilson Rodrigues (PSOL) e passa a apoiar a candidatura de Igor Normando (MDB).                                        | O Partido Democrático Trabalhista (PDT) decide retirar o apoio à reeleição de Edmilson Rodrigues (PSOL) e passa a apoiar a candidatura de Igor Normando (MDB).                                        | O Partido Democrático Trabalhista (PDT) decide retirar o apoio à reeleição de Edmilson Rodrigues (PSOL) e passa a apoiar a candidatura de Igor Normando (MDB).                                        | O Partido Democrático Trabalhista (PDT) decide retirar o apoio à reeleição de Edmilson Rodrigues (PSOL) e passa a apoiar a candidatura de Igor Normando (MDB).                                        | O Partido Democrático Trabalhista (PDT) decide retirar o apoio à reeleição de Edmilson Rodrigues (PSOL) e passa a apoiar a candidatura de Igor Normando (MDB).                                        | O Partido Democrático Trabalhista (PDT) decide retirar o apoio à reeleição de Edmilson Rodrigues (PSOL) e passa a apoiar a candidatura de Igor Normando (MDB).                                        | O Partido Democrático Trabalhista (PDT) decide retirar o apoio à reeleição de Edmilson Rodrigues (PSOL) e passa a apoiar a candidatura de Igor Normando (MDB).                                        | O Partido Democrático Trabalhista (PDT) decide retirar o apoio à reeleição de Edmilson Rodrigues (PSOL) e passa a apoiar a candidatura de Igor Normando (MDB).                                        | O Partido Democrático Trabalhista (PDT) decide retirar o apoio à reeleição de Edmilson Rodrigues (PSOL) e passa a apoiar a candidatura de Igor Normando (MDB).                                        | O Partido Democrático Trabalhista (PDT) decide retirar o apoio à reeleição de Edmilson Rodrigues (PSOL) e passa a apoiar a candidatura de Igor Normando (MDB).                                        | O Partido Democrático Trabalhista (PDT) decide retirar o apoio à reeleição de Edmilson Rodrigues (PSOL) e passa a apoiar a candidatura de Igor Normando (MDB).                                        | O Partido Democrático Trabalhista (PDT) decide retirar o apoio à reeleição de Edmilson Rodrigues (PSOL) e passa a apoiar a candidatura de Igor Normando (MDB).                                        | O Partido Democrático Trabalhista (PDT) decide retirar o apoio à reeleição de Edmilson Rodrigues (PSOL) e passa a apoiar a candidatura de Igor Normando (MDB).                                        |      |    |    |   |    |      |         |
| Futura/100% Cidades | 25/Jul-1/Ago/2024  | 800         | 30.7% | 14% | 19.2% | 6.8% | 3.8% | 7.9% | 1% | 0.5% | 0% | – | 15.8% | 11.5% | [ 118 ] |      |    |    |   |    |      |         |
| Datailha            | 17-19/Jul/2024     | 1.080       | 21% | 16.5% | 18.3% | 11.5% | 2.8% | 6.5% | 1.5% | 0% | 0% | 2% | 19.9% | 2.7% | [ 140 ] |      |    |    |   |    |      |         |
| 17/Jul/2024         | 17/Jul/2024        | 17/Jul/2024 | O Unidade Popular (UP) oficializa a pré-candidatura de Raquel Brício à Prefeitura. | O Unidade Popular (UP) oficializa a pré-candidatura de Raquel Brício à Prefeitura. | O Unidade Popular (UP) oficializa a pré-candidatura de Raquel Brício à Prefeitura. | O Unidade Popular (UP) oficializa a pré-candidatura de Raquel Brício à Prefeitura. | O Unidade Popular (UP) oficializa a pré-candidatura de Raquel Brício à Prefeitura. | O Unidade Popular (UP) oficializa a pré-candidatura de Raquel Brício à Prefeitura. | O Unidade Popular (UP) oficializa a pré-candidatura de Raquel Brício à Prefeitura. | O Unidade Popular (UP) oficializa a pré-candidatura de Raquel Brício à Prefeitura. | O Unidade Popular (UP) oficializa a pré-candidatura de Raquel Brício à Prefeitura. | O Unidade Popular (UP) oficializa a pré-candidatura de Raquel Brício à Prefeitura. | O Unidade Popular (UP) oficializa a pré-candidatura de Raquel Brício à Prefeitura. | O Unidade Popular (UP) oficializa a pré-candidatura de Raquel Brício à Prefeitura. | O Unidade Popular (UP) oficializa a pré-candidatura de Raquel Brício à Prefeitura. |      |    |    |   |    |      |         |
| Regnum/Iveiga       | 16-19/Jul/2024     | 1.000       | 18.8% | 9% | 22.9% | 8.2% | 4.1% | 10.1% | 0.9% | 0.4% | 0% | – | 25.6% | 4.1% | [ 141 ] |      |    |    |   |    |      |         |
| Doxa                | 15-18/Jul/2024     | 1.000       | 19.5% | 13.1% | 20.8% | 10.8% | 6.8% | 11.2% | 1.2% | – | – | 4.5% | 12.1% | 1.3% | [ 120 ] |      |    |    |   |    |      |         |
| Acertar             | 15-18/Jul/2024     | 839         | 22.5% | 11% | 19.9% | 10.3% | 4.1% | 11.1% | 0.7% | – | – | – | 20.5% | 2.6% | [ 121 ] |      |    |    |   |    |      |         |
| Paraná Pesquisas    | 12-15/Jul/2024     | 710         | 30.7% | 13.8% | 18.2% | 7.2% | 6.5% | 6.3% | 0.8% | 1% | – | – | 15.5% | 12.5% | [ 142 ] |      |    |    |   |    |      |         |
| 30/Jun/2024         | 30/Jun/2024        | 30/Jun/2024 | O Partido Liberal (PL) oficializa a pré-candidatura de Éder Mauro à Prefeitura. | O Partido Liberal (PL) oficializa a pré-candidatura de Éder Mauro à Prefeitura. | O Partido Liberal (PL) oficializa a pré-candidatura de Éder Mauro à Prefeitura. | O Partido Liberal (PL) oficializa a pré-candidatura de Éder Mauro à Prefeitura. | O Partido Liberal (PL) oficializa a pré-candidatura de Éder Mauro à Prefeitura. | O Partido Liberal (PL) oficializa a pré-candidatura de Éder Mauro à Prefeitura. | O Partido Liberal (PL) oficializa a pré-candidatura de Éder Mauro à Prefeitura. | O Partido Liberal (PL) oficializa a pré-candidatura de Éder Mauro à Prefeitura. | O Partido Liberal (PL) oficializa a pré-candidatura de Éder Mauro à Prefeitura. | O Partido Liberal (PL) oficializa a pré-candidatura de Éder Mauro à Prefeitura. | O Partido Liberal (PL) oficializa a pré-candidatura de Éder Mauro à Prefeitura. | O Partido Liberal (PL) oficializa a pré-candidatura de Éder Mauro à Prefeitura. | O Partido Liberal (PL) oficializa a pré-candidatura de Éder Mauro à Prefeitura. |      |    |    |   |    |      |         |
| Doxa                | 24-27/Jun/2024     | 1.000       | 19.1% | 14.8% | 18.8% | 12.1% | 7.4% | 7.2% | 1.2% | – | – | 4.1% | 15.3% | 0.3% | [ 143 ] |      |    |    |   |    |      |         |
| Mentor              | 13-20/Jun/2024     | 625         | 19.2% | 11.7% | 19.2% | 7.5% | 6.4% | 6.9% | 0.6% | – | – | 0.2% | 28.3% | Empate | [ 144 ] |      |    |    |   |    |      |         |
| Destak (2)          | 11-13/Jun/2024     | 1.200       | 28% | 9% | 22% | 5% | 4% | 4% | 0% | – | – | – | 28% | 6% | [ 145 ] |      |    |    |   |    |      |         |
| Destak (1)          | 11-13/Jun/2024     | 1.200       | 31.3% | 15.3% | 28.7% | 9.6% | 5.9% | 8.6% | 0.5% | – | – | 0.1% | – | 2.6% | [ 146 ] |      |    |    |   |    |      |         |
| Destak (1)          | 11-13/Jun/2024     | 1.200       | 28.7% | 14.5% | 26.4% | – | – | – | – | – | – | – | 30.4% | 2.3% | [ 146 ] |      |    |    |   |    |      |         |
| Destak (1)          | 11-13/Jun/2024     | 1.200       | 26% | 14% | 21% | 9% | 5% | – | – | – | – | – | 26% | 5% | [ 146 ] |      |    |    |   |    |      |         |
| Destak (1)          | 11-13/Jun/2024     | 1.200       | 29.6% | 9% | 20.8% | 5.5% | 4.3% | 5.5% | 0.2% | – | – | 0.1% | 25% | 8.8% | [ 146 ] |      |    |    |   |    |      |         |
| Destak (1)          | 11-13/Jun/2024     | 1.200       | 25.1% | 11.1% | 19.9% | 7.7% | 4.7% | 6.9% | 0.4% | – | – | 0.1% | 24.1% | 5.2% | [ 146 ] |      |    |    |   |    |      |         |
| Paraná Pesquisas    | 9-14/Jun/2024      | 800         | 30% | 13.4% | 18.4% | 8% | 7.1% | 6.1% | 1.4% | – | – | 1.1% | 14.5% | 11.6% | [ 147 ] |      |    |    |   |    |      |         |
| Paraná Pesquisas    | 9-14/Jun/2024      | 800         | 32% | 14.5% | 19% | 9.9% | 7.8% | – | 1.4% | – | – | – | 15.5% | 13% | [ 147 ] |      |    |    |   |    |      |         |
| Doxa                | 28/Mai-1/Jun/2024  | 1.000       | 20% | 14.8% | 14.4% | 11.4% | 7.3% | 6.5% | 1.2% | – | – | 3.3% | 20.9% | 5.2% | [ 148 ] |      |    |    |   |    |      |         |
| Doxa                | 8-10/Abr/2024      | 1.000       | 19.3% | 12.6% | 11.1% | 10.8% | 8.7% | 6.5% | 0.5% | – | – | 0,7% | 29.7% | 6.7% | [ 149 ] |      |    |    |   |    |      |         |
| 05/Abr/2024         | 05/Abr/2024        | 05/Abr/2024 | Everaldo Eguchi deixa o Podemos (PODE) e filia-se ao Avante, mas é expulso do partido e decide se filiar ao Partido Renovador Trabalhista Brasileiro (PRTB), lançando a pré-candidatura à Prefeitura. | Everaldo Eguchi deixa o Podemos (PODE) e filia-se ao Avante, mas é expulso do partido e decide se filiar ao Partido Renovador Trabalhista Brasileiro (PRTB), lançando a pré-candidatura à Prefeitura. | Everaldo Eguchi deixa o Podemos (PODE) e filia-se ao Avante, mas é expulso do partido e decide se filiar ao Partido Renovador Trabalhista Brasileiro (PRTB), lançando a pré-candidatura à Prefeitura. | Everaldo Eguchi deixa o Podemos (PODE) e filia-se ao Avante, mas é expulso do partido e decide se filiar ao Partido Renovador Trabalhista Brasileiro (PRTB), lançando a pré-candidatura à Prefeitura. | Everaldo Eguchi deixa o Podemos (PODE) e filia-se ao Avante, mas é expulso do partido e decide se filiar ao Partido Renovador Trabalhista Brasileiro (PRTB), lançando a pré-candidatura à Prefeitura. | Everaldo Eguchi deixa o Podemos (PODE) e filia-se ao Avante, mas é expulso do partido e decide se filiar ao Partido Renovador Trabalhista Brasileiro (PRTB), lançando a pré-candidatura à Prefeitura. | Everaldo Eguchi deixa o Podemos (PODE) e filia-se ao Avante, mas é expulso do partido e decide se filiar ao Partido Renovador Trabalhista Brasileiro (PRTB), lançando a pré-candidatura à Prefeitura. | Everaldo Eguchi deixa o Podemos (PODE) e filia-se ao Avante, mas é expulso do partido e decide se filiar ao Partido Renovador Trabalhista Brasileiro (PRTB), lançando a pré-candidatura à Prefeitura. | Everaldo Eguchi deixa o Podemos (PODE) e filia-se ao Avante, mas é expulso do partido e decide se filiar ao Partido Renovador Trabalhista Brasileiro (PRTB), lançando a pré-candidatura à Prefeitura. | Everaldo Eguchi deixa o Podemos (PODE) e filia-se ao Avante, mas é expulso do partido e decide se filiar ao Partido Renovador Trabalhista Brasileiro (PRTB), lançando a pré-candidatura à Prefeitura. | Everaldo Eguchi deixa o Podemos (PODE) e filia-se ao Avante, mas é expulso do partido e decide se filiar ao Partido Renovador Trabalhista Brasileiro (PRTB), lançando a pré-candidatura à Prefeitura. | Everaldo Eguchi deixa o Podemos (PODE) e filia-se ao Avante, mas é expulso do partido e decide se filiar ao Partido Renovador Trabalhista Brasileiro (PRTB), lançando a pré-candidatura à Prefeitura. | Everaldo Eguchi deixa o Podemos (PODE) e filia-se ao Avante, mas é expulso do partido e decide se filiar ao Partido Renovador Trabalhista Brasileiro (PRTB), lançando a pré-candidatura à Prefeitura. |      |    |    |   |    |      |         |
| 27/Mar/2024         | 27/Mar/2024        | 27/Mar/2024 | O Partido Socialista dos Trabalhadores Unificado (PSTU) oficializa a pré-candidatura de Wellingta Macêdo á prefeitura.                                                                                | O Partido Socialista dos Trabalhadores Unificado (PSTU) oficializa a pré-candidatura de Wellingta Macêdo á prefeitura.                                                                                | O Partido Socialista dos Trabalhadores Unificado (PSTU) oficializa a pré-candidatura de Wellingta Macêdo á prefeitura.                                                                                | O Partido Socialista dos Trabalhadores Unificado (PSTU) oficializa a pré-candidatura de Wellingta Macêdo á prefeitura.                                                                                | O Partido Socialista dos Trabalhadores Unificado (PSTU) oficializa a pré-candidatura de Wellingta Macêdo á prefeitura.                                                                                | O Partido Socialista dos Trabalhadores Unificado (PSTU) oficializa a pré-candidatura de Wellingta Macêdo á prefeitura.                                                                                | O Partido Socialista dos Trabalhadores Unificado (PSTU) oficializa a pré-candidatura de Wellingta Macêdo á prefeitura.                                                                                | O Partido Socialista dos Trabalhadores Unificado (PSTU) oficializa a pré-candidatura de Wellingta Macêdo á prefeitura.                                                                                | O Partido Socialista dos Trabalhadores Unificado (PSTU) oficializa a pré-candidatura de Wellingta Macêdo á prefeitura.                                                                                | O Partido Socialista dos Trabalhadores Unificado (PSTU) oficializa a pré-candidatura de Wellingta Macêdo á prefeitura.                                                                                | O Partido Socialista dos Trabalhadores Unificado (PSTU) oficializa a pré-candidatura de Wellingta Macêdo á prefeitura.                                                                                | O Partido Socialista dos Trabalhadores Unificado (PSTU) oficializa a pré-candidatura de Wellingta Macêdo á prefeitura.                                                                                | O Partido Socialista dos Trabalhadores Unificado (PSTU) oficializa a pré-candidatura de Wellingta Macêdo á prefeitura.                                                                                |      |    |    |   |    |      |         |
| 21/Mar/2024         | 21/Mar/2024        | 21/Mar/2024 | Edmilson Rodrigues (PSOL) oficializa a sua pré-candidatura à reeleição. | Edmilson Rodrigues (PSOL) oficializa a sua pré-candidatura à reeleição. | Edmilson Rodrigues (PSOL) oficializa a sua pré-candidatura à reeleição. | Edmilson Rodrigues (PSOL) oficializa a sua pré-candidatura à reeleição. | Edmilson Rodrigues (PSOL) oficializa a sua pré-candidatura à reeleição. | Edmilson Rodrigues (PSOL) oficializa a sua pré-candidatura à reeleição. | Edmilson Rodrigues (PSOL) oficializa a sua pré-candidatura à reeleição. | Edmilson Rodrigues (PSOL) oficializa a sua pré-candidatura à reeleição. | Edmilson Rodrigues (PSOL) oficializa a sua pré-candidatura à reeleição. | Edmilson Rodrigues (PSOL) oficializa a sua pré-candidatura à reeleição. | Edmilson Rodrigues (PSOL) oficializa a sua pré-candidatura à reeleição. | Edmilson Rodrigues (PSOL) oficializa a sua pré-candidatura à reeleição. | Edmilson Rodrigues (PSOL) oficializa a sua pré-candidatura à reeleição. |      |    |    |   |    |      |         |
| 20/Mar/2024         | 20/Mar/2024        | 20/Mar/2024 | Thiago Araújo deixa o Cidadania e anuncia sua filiação ao Republicanos, sendo lançado como pré-candidato à Prefeitura.                                                                                | Thiago Araújo deixa o Cidadania e anuncia sua filiação ao Republicanos, sendo lançado como pré-candidato à Prefeitura.                                                                                | Thiago Araújo deixa o Cidadania e anuncia sua filiação ao Republicanos, sendo lançado como pré-candidato à Prefeitura.                                                                                | Thiago Araújo deixa o Cidadania e anuncia sua filiação ao Republicanos, sendo lançado como pré-candidato à Prefeitura.                                                                                | Thiago Araújo deixa o Cidadania e anuncia sua filiação ao Republicanos, sendo lançado como pré-candidato à Prefeitura.                                                                                | Thiago Araújo deixa o Cidadania e anuncia sua filiação ao Republicanos, sendo lançado como pré-candidato à Prefeitura.                                                                                | Thiago Araújo deixa o Cidadania e anuncia sua filiação ao Republicanos, sendo lançado como pré-candidato à Prefeitura.                                                                                | Thiago Araújo deixa o Cidadania e anuncia sua filiação ao Republicanos, sendo lançado como pré-candidato à Prefeitura.                                                                                | Thiago Araújo deixa o Cidadania e anuncia sua filiação ao Republicanos, sendo lançado como pré-candidato à Prefeitura.                                                                                | Thiago Araújo deixa o Cidadania e anuncia sua filiação ao Republicanos, sendo lançado como pré-candidato à Prefeitura.                                                                                | Thiago Araújo deixa o Cidadania e anuncia sua filiação ao Republicanos, sendo lançado como pré-candidato à Prefeitura.                                                                                | Thiago Araújo deixa o Cidadania e anuncia sua filiação ao Republicanos, sendo lançado como pré-candidato à Prefeitura.                                                                                | Thiago Araújo deixa o Cidadania e anuncia sua filiação ao Republicanos, sendo lançado como pré-candidato à Prefeitura.                                                                                |      |    |    |   |    |      |         |
| 15/Mar/2024         | 15/Mar/2024        | 15/Mar/2024 | Igor Normando deixa o Podemos (PODE) e anuncia sua filiação ao Movimento Democrático Brasileiro (MDB), sendo lançado como pré-candidato á Prefeitura.                                                 | Igor Normando deixa o Podemos (PODE) e anuncia sua filiação ao Movimento Democrático Brasileiro (MDB), sendo lançado como pré-candidato á Prefeitura.                                                 | Igor Normando deixa o Podemos (PODE) e anuncia sua filiação ao Movimento Democrático Brasileiro (MDB), sendo lançado como pré-candidato á Prefeitura.                                                 | Igor Normando deixa o Podemos (PODE) e anuncia sua filiação ao Movimento Democrático Brasileiro (MDB), sendo lançado como pré-candidato á Prefeitura.                                                 | Igor Normando deixa o Podemos (PODE) e anuncia sua filiação ao Movimento Democrático Brasileiro (MDB), sendo lançado como pré-candidato á Prefeitura.                                                 | Igor Normando deixa o Podemos (PODE) e anuncia sua filiação ao Movimento Democrático Brasileiro (MDB), sendo lançado como pré-candidato á Prefeitura.                                                 | Igor Normando deixa o Podemos (PODE) e anuncia sua filiação ao Movimento Democrático Brasileiro (MDB), sendo lançado como pré-candidato á Prefeitura.                                                 | Igor Normando deixa o Podemos (PODE) e anuncia sua filiação ao Movimento Democrático Brasileiro (MDB), sendo lançado como pré-candidato á Prefeitura.                                                 | Igor Normando deixa o Podemos (PODE) e anuncia sua filiação ao Movimento Democrático Brasileiro (MDB), sendo lançado como pré-candidato á Prefeitura.                                                 | Igor Normando deixa o Podemos (PODE) e anuncia sua filiação ao Movimento Democrático Brasileiro (MDB), sendo lançado como pré-candidato á Prefeitura.                                                 | Igor Normando deixa o Podemos (PODE) e anuncia sua filiação ao Movimento Democrático Brasileiro (MDB), sendo lançado como pré-candidato á Prefeitura.                                                 | Igor Normando deixa o Podemos (PODE) e anuncia sua filiação ao Movimento Democrático Brasileiro (MDB), sendo lançado como pré-candidato á Prefeitura.                                                 | Igor Normando deixa o Podemos (PODE) e anuncia sua filiação ao Movimento Democrático Brasileiro (MDB), sendo lançado como pré-candidato á Prefeitura.                                                 |      |    |    |   |    |      |         |
| Fonte               | Data(s) conduzidas | Amostragem  | Mauro PL | Rodrigues PSOL | Eguchi PRD | Araújo Cidadania | Pirão MDB | Normando PODE | Andrade PSB | Abati NOVO | Priante MDB | Outros | Abst. Indec. | Vantagem | Ref. |      |    |    |   |    |      |         |
| Fonte               | Data(s) conduzidas | Amostragem  | | | | | | | | | | Outros | Abst. Indec. | Vantagem | Ref. |      |    |    |   |    |      |         |
| Paraná Pesquisas    | 7-12/Mar/2024      | 800         | 26.5% | 12.5% | 9.4% | 9.5% | – | 6.9% | 14.5% | 2.6% | – | – | 18.2% | 8% | [ 153 ] |      |    |    |   |    |      |         |
| Paraná Pesquisas    | 7-12/Mar/2024      | 800         | 24.3% | 12.3% | 8.8% | 8.4% | 14.4% | – | 13.6% | 2.6% | – | – | 15.8% | 9.9% | [ 153 ] |      |    |    |   |    |      |         |
| Paraná Pesquisas    | 7-12/Mar/2024      | 800         | 26% | 11.1% | 9.3% | 9% | – | – | 12.8% | 2.4% | 12.8% | – | 16.8% | 13.2% | [ 153 ] |      |    |    |   |    |      |         |
| 27/Fev/2024         | 27/Fev/2024        | 27/Fev/2024 | O Partido dos Trabalhadores (PT) oficializa seu apoio a Edmilson Rodrigues. | O Partido dos Trabalhadores (PT) oficializa seu apoio a Edmilson Rodrigues. | O Partido dos Trabalhadores (PT) oficializa seu apoio a Edmilson Rodrigues. | O Partido dos Trabalhadores (PT) oficializa seu apoio a Edmilson Rodrigues. | O Partido dos Trabalhadores (PT) oficializa seu apoio a Edmilson Rodrigues. | O Partido dos Trabalhadores (PT) oficializa seu apoio a Edmilson Rodrigues. | O Partido dos Trabalhadores (PT) oficializa seu apoio a Edmilson Rodrigues. | O Partido dos Trabalhadores (PT) oficializa seu apoio a Edmilson Rodrigues. | O Partido dos Trabalhadores (PT) oficializa seu apoio a Edmilson Rodrigues. | O Partido dos Trabalhadores (PT) oficializa seu apoio a Edmilson Rodrigues. | O Partido dos Trabalhadores (PT) oficializa seu apoio a Edmilson Rodrigues. | O Partido dos Trabalhadores (PT) oficializa seu apoio a Edmilson Rodrigues. | O Partido dos Trabalhadores (PT) oficializa seu apoio a Edmilson Rodrigues. |      |    |    |   |    |      |         |
| Fonte               | Data(s) conduzidas | Amostragem  | Mauro PL | Rodrigues PSOL | Eguchi PRD | Araújo Cidadania | Pirão MDB | Normando PODE | Faro PT | Abati NOVO | Vidal MDB | Outros | Abst. Indec. | Vantagem | Ref. |      |    |    |   |    |      |         |
| Fonte               | Data(s) conduzidas | Amostragem  | | | | | | | | | | Outros | Abst. Indec. | Vantagem | Ref. |      |    |    |   |    |      |         |
| Doxa                | 20-24/Jan/2024     | 1.000       | 13.7% | 7.5% | 6.5% | 4.1% | 17.8% | 5.8% | 3% | 2.4% | – | – | 39.3% | 4.1% | [ 154 ] |      |    |    |   |    |      |         |
| Real Time Big Data  | 19-20/Dez/2023     | 1.000       | 26% | 16% | 9% | 18% | 15% | – | – | – | – | – | 20% | 8% | [ 155 ] |      |    |    |   |    |      |         |
| Real Time Big Data  | 19-20/Dez/2023     | 1.000       | 24% | 17% | 11% | 18% | – | – | – | – | – | – | 23% | 6% | [ 155 ] |      |    |    |   |    |      |         |
| Real Time Big Data  | 19-20/Dez/2023     | 1.000       | 23% | 16% | 11% | 15% | – | – | 14% | – | – | – | 21% | 7% | [ 155 ] |      |    |    |   |    |      |         |
| Real Time Big Data  | 19-20/Dez/2023     | 1.000       | 26% | 16% | – | 15% | – | 16% | – | – | – | – | 19% | 10% | [ 155 ] |      |    |    |   |    |      |         |
| Real Time Big Data  | 19-20/Dez/2023     | 1.000       | 24% | 17% | 11% | – | – | 21% | – | – | – | – | 21% | 3% | [ 155 ] |      |    |    |   |    |      |         |
| Real Time Big Data  | 19-20/Dez/2023     | 1.000       | 21% | 15% | 10% | 12% | — | 14% | – | – | – | – | 28% | 6% | [ 155 ] |      |    |    |   |    |      |         |
| Doxa                | 12-16/Dez/2023     | 2.000       | 13.3% | 10.1% | 12.8% | 7.7% | 20.4% | 5.9% | 3.2% | 1.4% | – | – | 25.2% | 7.1% | [ 156 ] |      |    |    |   |    |      |         |
| Doxa                | 12-16/Dez/2023     | 2.000       | 13.3% | 10.4% | 13.9% | – | 22.2% | – | – | – | – | – | 39.8% | 8.2% | [ 156 ] |      |    |    |   |    |      |         |
| Doxa                | 12-16/Dez/2023     | 2.000       | 13.9% | – | 14% | 7.8% | 23.4% | 4.9% | 2.6% | 1.3% | 5.1% | – | 27% | 9.4% | [ 156 ] |      |    |    |   |    |      |         |
| Doxa                | 27-30/Nov/2023     | 800         | 12.6% | 10.9% | 12.4% | 7.9% | – | 7.9% | 3.6% | 1.5% | – | 4.6% | 46.4% | 0.2% | [ 157 ] |      |    |    |   |    |      |         |
| Doxa                | 27-30/Nov/2023     | 800         | 12.1% | 10.4% | 12.5% | 7,3% | – | 7.6% | 2.9% | 0.9% | 9.4% | – | 36.9% | 0.4% | [ 157 ] |      |    |    |   |    |      |         |
| Doxa                | 27-30/Nov/2023     | 800         | 12.4% | 10.7% | 12.8% | 7.8% | 17.2% | 7.3% | – | 0.9% | – | 2.9% | 28.7% | 4.4% | [ 157 ] |      |    |    |   |    |      |         |
| 9/Nov/2023          | 9/Nov/2023         | 9/Nov/2023  | O Partido Novo (NOVO) oficializa a pré-candidatura de Italo Abati á Prefeitura. | O Partido Novo (NOVO) oficializa a pré-candidatura de Italo Abati á Prefeitura. | O Partido Novo (NOVO) oficializa a pré-candidatura de Italo Abati á Prefeitura. | O Partido Novo (NOVO) oficializa a pré-candidatura de Italo Abati á Prefeitura. | O Partido Novo (NOVO) oficializa a pré-candidatura de Italo Abati á Prefeitura. | O Partido Novo (NOVO) oficializa a pré-candidatura de Italo Abati á Prefeitura. | O Partido Novo (NOVO) oficializa a pré-candidatura de Italo Abati á Prefeitura. | O Partido Novo (NOVO) oficializa a pré-candidatura de Italo Abati á Prefeitura. | O Partido Novo (NOVO) oficializa a pré-candidatura de Italo Abati á Prefeitura. | O Partido Novo (NOVO) oficializa a pré-candidatura de Italo Abati á Prefeitura. | O Partido Novo (NOVO) oficializa a pré-candidatura de Italo Abati á Prefeitura. | O Partido Novo (NOVO) oficializa a pré-candidatura de Italo Abati á Prefeitura. | O Partido Novo (NOVO) oficializa a pré-candidatura de Italo Abati á Prefeitura. |      |    |    |   |    |      |         |
| Fonte               | Data(s) conduzidas | Amostragem  | Mauro PL | Rodrigues PSOL | Eguchi PRD | Araújo Cidadania | Pirão MDB | Normando PODE | Faro PT | Vidal MDB | Andrade PSB | Outros | Abst. Indec. | Vantagem | Ref. |      |    |    |   |    |      |         |
| Fonte               | Data(s) conduzidas | Amostragem  | | | | | | | | | | Outros | Abst. Indec. | Vantagem | Ref. |      |    |    |   |    |      |         |
| Paraná Pesquisas    | 2-6/Nov/2023       | 812         | 24% | 16.6% | 9.6% | 9.1% | 9.1% | 6.5% | 6.5% | – | – | – | 18.5% | 7.4% | [ 159 ] |      |    |    |   |    |      |         |
| Paraná Pesquisas    | 2-6/Nov/2023       | 812         | 24.4% | 16.4% | 9.4% | 7.6% | – | 6.7% | 6.8% | – | – | 10.3% | 18.5% | 8% | [ 159 ] |      |    |    |   |    |      |         |
| Paraná Pesquisas    | 2-6/Nov/2023       | 812         | 27.5% | 18.3% | 11.6% | – | – | – | – | – | – | 17.5% | 25.1% | 9.2% | [ 159 ] |      |    |    |   |    |      |         |
| Doxa                | 18-23/Out/2023     | 800         | 15.2% | 10.1% | 12.3% | 6.2% | 14.3% | 4% | 4% | – | – | – | 33.9% | 0.9% | [ 160 ] |      |    |    |   |    |      |         |
| Doxa                | 18-23/Out/2023     | 800         | 8.5% | 5.7% | 8.5% | 4.2% | 7.3% | 2% | 3.1% | – | – | 0.3% | 59.8% | Empate | [ 160 ] |      |    |    |   |    |      |         |
| Doxa                | 7-9/Jun/2023       | 600         | – | 11.1% | 11.8% | 4.8% | 13% | 4.5% | – | 4.3% | 3.8% | 0.5% | 46.2% | 1.2% | [ 161 ] |      |    |    |   |    |      |         |
| Doxa                | 3-5/Mai/2023       | 600         | – | 14.8% | 11.8% | 5.5% | 12.9% | 3.2% | – | – | 5.9% | 12.9% | 33% | 1.9% | [ 162 ] |      |    |    |   |    |      |         |
| Paraná Pesquisas    | 2-5/Mai/2023       | 734         | – | 17% | 16.9% | 7.5% | – | – | – | 15.4% | 10.4% | 12.9% | 19.8% | 0.1% | [ 163 ] |      |    |    |   |    |      |         |
| Paraná Pesquisas    | 2-5/Mai/2023       | 734         | 19.5% | 16.5% | – | 7.5% | – | – | – | 15.4% | 9.5% | 13.2% | 18.4% | 3% | [ 163 ] |      |    |    |   |    |      |         |
| Doxa                | 13-15/Mar/2023     | 600         | 4.4% | 12.3% | 6.9% | 3.9% | 8.5% | 2.2% | – | 3.8% | 1.6% | 17% | 39.4% | 5.4% | [ 164 ] |      |    |    |   |    |      |         |
| Mentor              | 3-7/Fev/2023       | 817         | 8.7% | 14% | – | 3.9% | 7.7% | 4.2% | – | 10.8% | – | 20.7% | 30.1% | 5.3% | [ 165 ] |      |    |    |   |    |      |         |
| Doxa                | 20-23/Jan/2023     | 650         | 5.8% | 10% | 5.2% | 9.8% | 9.9% | 5.2% | – | – | – | – | 54.1% | 0.1% | [ 166 ] |      |    |    |   |    |      |         |
| Doxa                | 20-23/Jan/2023     | 650         | 2.7% | 9.6% | 7.1% | 2.2% | 7.8% | 2.2% | – | – | 2.6% | 15.8% | 50.1% | 1.8% | [ 166 ] |      |    |    |   |    |      |         |

### Cenários hipotéticos de segundo turno

#### Edmilson Rodrigues x Éder Mauro
| Fonte               | Data(s) conduzidas | Amostragem | Mauro PL   | Rodrigues PSOL    | Abst. Indec. | Vantagem | Ref.    |       |       |       |     |       |         |
| ------------------- | ------------------ | ---------- | ---------- | ----------------- | ------------ | -------- | ------- | ----- | ----- | ----- | --- | ----- | ------- |
| Fonte               | Data(s) conduzidas | Amostragem | AtlasIntel | 29/Set-4/Out/2024 | Abst. Indec. | Vantagem | Ref.    | 1.608 | 41.8% | 27.2% | 31% | 14.6% | [ 105 ] |
| Futura/100% Cidades | 26-27/Set/2024     | 800        | 50.3%      | 30.3%             | 19.5%        | 20%      | [ 107 ] |       |       |       |     |       |         |
| AtlasIntel          | 19-24/Set/2024     | 1.204      | 47.3%      | 37.6%             | 15.1%        | 9.7%     | [ 109 ] |       |       |       |     |       |         |
| Quaest              | 18-20/Set/2024     | 900        | 49%        | 26%               | 25%          | 23%      | [ 110 ] |       |       |       |     |       |         |
| Futura/100% Cidades | 12-17/Set/2024     | 800        | 47%        | 29.5%             | 23.6%        | 17.5%    | [ 111 ] |       |       |       |     |       |         |
| Doxa                | 9-13/Set/2024      | 1.000      | 41.3%      | 18.7%             | 39.9%        | 22.6%    | [ 112 ] |       |       |       |     |       |         |
| Acertar             | 2-6/Set/2024       | 840        | 43%        | 31%               | 26%          | 12%      | [ 114 ] |       |       |       |     |       |         |
| Doxa                | 26-30/Ago/2024     | 1.000      | 37.9%      | 22.8%             | 39.3%        | 15.1%    | [ 115 ] |       |       |       |     |       |         |
| Doxa                | 6-10/Ago/2024      | 1.000      | 41.1%      | 24.1%             | 34.7%        | 17%      | [ 116 ] |       |       |       |     |       |         |
| Acertar             | 5-9/Ago/2024       | 840        | 47%        | 31%               | 22%          | 16%      | [ 117 ] |       |       |       |     |       |         |
| AtlasIntel          | 2-7/Ago/2024       | 1.220      | 43%        | 38.1%             | 18.9%        | 5.1%     | [ 119 ] |       |       |       |     |       |         |
| Futura/100% Cidades | 25/Jul-1/Ago/2024  | 800        | 46.6%      | 29%               | 24.4%        | 17.6%    | [ 118 ] |       |       |       |     |       |         |
| Doxa                | 15-18/Jul/2024     | 1.000      | 27.2%      | 14.3%             | 58.4%        | 12.9%    | [ 120 ] |       |       |       |     |       |         |
| Acertar             | 15-18/Jul/2024     | 839        | 46%        | 29.3%             | 28.7%        | 16.7%    | [ 121 ] |       |       |       |     |       |         |
| Mentor              | 13-20/Jun/2024     | 625        | 33%        | 19.4%             | 47.7%        | 13.6%    | [ 144 ] |       |       |       |     |       |         |
| Doxa                | 12-16/Dez/2023     | 2.000      | 26.5%      | 13.5%             | 60%          | 13%      | [ 156 ] |       |       |       |     |       |         |

#### Edmilson Rodrigues x Igor Normando
| Fonte               | Data(s) conduzidas | Amostragem | Normando MDB | Rodrigues PSOL    | Abst. Indec. | Vantagem | Ref.    |       |       |       |       |     |         |
| ------------------- | ------------------ | ---------- | ------------ | ----------------- | ------------ | -------- | ------- | ----- | ----- | ----- | ----- | --- | ------- |
| Fonte               | Data(s) conduzidas | Amostragem | AtlasIntel   | 29/Set-4/Out/2024 | Abst. Indec. | Vantagem | Ref.    | 1.608 | 62.5% | 14.5% | 23.1% | 48% | [ 105 ] |
| Acertar             | 29/Set-3/Out/2024  | 1.200      | 71%          | 13%               | 16%          | 58%      | [ 106 ] |       |       |       |       |     |         |
| Futura/100% Cidades | 26-27/Set/2024     | 800        | 69.7%        | 13.7%             | 16.6%        | 56%      | [ 107 ] |       |       |       |       |     |         |
| AtlasIntel          | 19-24/Set/2024     | 1.204      | 56.7%        | 19.5%             | 23.8%        | 37.2%    | [ 109 ] |       |       |       |       |     |         |
| Quaest              | 18-20/Set/2024     | 900        | 66%          | 15%               | 19%          | 51%      | [ 110 ] |       |       |       |       |     |         |
| Futura/100% Cidades | 12-17/Set/2024     | 800        | 65.5%        | 16.5%             | 18.1%        | 49%      | [ 111 ] |       |       |       |       |     |         |
| Doxa                | 9-13/Set/2024      | 1.000      | 60.9%        | 10.8%             | 28.3%        | 50.1%    | [ 112 ] |       |       |       |       |     |         |
| Acertar             | 2-6/Set/2024       | 840        | 61%          | 18%               | 21%          | 43%      | [ 114 ] |       |       |       |       |     |         |
| Doxa                | 26-30/Ago/2024     | 1.000      | 46.6%        | 17.3%             | 36.1%        | 29.3%    | [ 115 ] |       |       |       |       |     |         |
| Doxa                | 6-10/Ago/2024      | 1.000      | 50.2%        | 17.4%             | 32.3%        | 32.8%    | [ 116 ] |       |       |       |       |     |         |
| Acertar             | 5-9/Ago/2024       | 840        | 61%          | 19%               | 20%          | 42%      | [ 117 ] |       |       |       |       |     |         |
| Doxa                | 15-18/Jul/2024     | 1.000      | 26.3%        | 11.8%             | 61.9%        | 14.5%    | [ 120 ] |       |       |       |       |     |         |
| Acertar             | 15-18/Jul/2024     | 839        | 60.9%        | 19.1%             | 20%          | 41.8%    | [ 121 ] |       |       |       |       |     |         |
| Mentor              | 13-20/Jun/2024     | 625        | 39.8%        | 16.6%             | 43.5%        | 23.2%    | [ 119 ] |       |       |       |       |     |         |

#### Igor Normando x Thiago Araújo
| Fonte | Data(s) conduzidas | Amostragem | Normando MDB | Araújo Republicanos | Abst. Indec. | Vantagem | Ref.    |       |     |       |       |       |         |
| ----- | ------------------ | ---------- | ------------ | ------------------- | ------------ | -------- | ------- | ----- | --- | ----- | ----- | ----- | ------- |
| Fonte | Data(s) conduzidas | Amostragem | Doxa         | 9-13/Set/2024       | Abst. Indec. | Vantagem | Ref.    | 1.000 | 58% | 12.6% | 29.5% | 45.4% | [ 112 ] |
| Doxa  | 6-10/Ago/2024      | 1.000      | 41.2%        | 22.3%               | 36.1%        | 18.9%    | [ 116 ] |       |     |       |       |       |         |

#### Edmilson Rodrigues x Jefferson Lima
| Fonte | Data(s) conduzidas | Amostragem | Lima PODE | Rodrigues PSOL | Abst. Indec. | Vantagem | Ref. |     |     |     |     |     |         |
| ----- | ------------------ | ---------- | --------- | -------------- | ------------ | -------- | ---- | --- | --- | --- | --- | --- | ------- |
| Fonte | Data(s) conduzidas | Amostragem | Quaest    | 18-20/Set/2024 | Abst. Indec. | Vantagem | Ref. | 900 | 48% | 24% | 28% | 24% | [ 110 ] |

#### Igor Normando x Jefferson Lima
| Fonte | Data(s) conduzidas | Amostragem | Normando MDB | Lima PODE      | Abst. Indec. | Vantagem | Ref. |     |     |     |     |     |         |
| ----- | ------------------ | ---------- | ------------ | -------------- | ------------ | -------- | ---- | --- | --- | --- | --- | --- | ------- |
| Fonte | Data(s) conduzidas | Amostragem | Quaest       | 18-20/Set/2024 | Abst. Indec. | Vantagem | Ref. | 900 | 60% | 21% | 19% | 39% | [ 110 ] |

#### Éder Mauro x Jefferson Lima
| Fonte | Data(s) conduzidas | Amostragem | Mauro PL | Lima PODE      | Abst. Indec. | Vantagem | Ref. |     |     |     |     |    |         |
| ----- | ------------------ | ---------- | -------- | -------------- | ------------ | -------- | ---- | --- | --- | --- | --- | -- | ------- |
| Fonte | Data(s) conduzidas | Amostragem | Quaest   | 18-20/Set/2024 | Abst. Indec. | Vantagem | Ref. | 900 | 39% | 36% | 25% | 3% | [ 110 ] |

#### Edmilson Rodrigues x Everaldo Eguchi
| Fonte | Data(s) conduzidas | Amostragem | Eguchi PRTB | Rodrigues PSOL | Abst. Indec. | Vantagem | Ref. |       |       |       |       |       |         |
| ----- | ------------------ | ---------- | ----------- | -------------- | ------------ | -------- | ---- | ----- | ----- | ----- | ----- | ----- | ------- |
| Fonte | Data(s) conduzidas | Amostragem | Doxa        | 12-16/Dez/2023 | Abst. Indec. | Vantagem | Ref. | 2.000 | 23.8% | 12.7% | 63.5% | 11.1% | [ 156 ] |

Cenário hipotético com Zeca Pirão
| Fonte | Data(s) conduzidas | Amostragem | Pirão MDB | Rodrigues PSOL | Abst. Indec. | Vantagem | Ref. |       |       |       |       |       |         |
| ----- | ------------------ | ---------- | --------- | -------------- | ------------ | -------- | ---- | ----- | ----- | ----- | ----- | ----- | ------- |
| Fonte | Data(s) conduzidas | Amostragem | Doxa      | 12-16/Dez/2023 | Abst. Indec. | Vantagem | Ref. | 2.000 | 37.5% | 11.6% | 50.9% | 25.9% | [ 156 ] |

| Fonte | Data(s) conduzidas | Amostragem | Pirão MDB | Mauro PL       | Abst. Indec. | Vantagem | Ref. |       |       |       |       |     |         |
| ----- | ------------------ | ---------- | --------- | -------------- | ------------ | -------- | ---- | ----- | ----- | ----- | ----- | --- | ------- |
| Fonte | Data(s) conduzidas | Amostragem | Doxa      | 12-16/Dez/2023 | Abst. Indec. | Vantagem | Ref. | 2.000 | 32.2% | 19.2% | 48.7% | 13% | [ 156 ] |

### Câmara Municipal
Durante a campanha eleitoral, a empresa de pesquisas Doxa realizou três pesquisas para a composição partidária da Câmara Municipal de Belém.
| Fonte | Data(s) conduzidas | Amostragem | MDB  | PP             | FE Brasil | PSD | PSOL/REDE | REP | UNIÃO | PSB | PSDB/CDN | PL | PDT | PRD | Vantagem | Ref.    |   |   |   |   |         |
| ----- | ------------------ | ---------- | ---- | -------------- | --------- | --- | --------- | --- | ----- | --- | -------- | -- | --- | --- | -------- | ------- | - | - | - | - | ------- |
| Fonte | Data(s) conduzidas | Amostragem | Doxa | 23-27/Set/2024 | 7.967     | 10  | 3         | 3   | 4     | 3   | 2        | 2  | 2   | 1   | Vantagem | Ref.    | 1 | 2 | 1 | 6 | [ 167 ] |
| Doxa  | 9-13/Set/2024      | 6.971      | 10   | 4              | 4         | 5   | 3         | 2   | 2     | 1   | 1        | 1  | 1   | 1   | 5        | [ 168 ] |   |   |   |   |         |
| Doxa  | 26-30/Ago/2024     | 4.979      | 10   | 4              | 4         | 4   | 4         | 2   | 2     | 1   | 1        | 1  | 1   | 1   | 6        | [ 169 ] |   |   |   |   |         |

## Resultados

### Prefeito
| Candidato(a)                                             | Candidato(a)                                             | Vice                                                     | 1º turno 6 de outubro | 1º turno 6 de outubro | 2º turno 27 de outubro | 2º turno 27 de outubro |
| Candidato(a)                                             | Candidato(a)                                             | Vice                                                     | Votação               | Votação               | Votação                | Votação                |
| Candidato(a)                                             | Candidato(a)                                             | Vice                                                     | Total                 | Percentagem           | Total                  | Percentagem            |
| -------------------------------------------------------- | -------------------------------------------------------- | -------------------------------------------------------- | --------------------- | --------------------- | ---------------------- | ---------------------- |
|                                                          | Igor Normando (MDB)                                      | Cássio Andrade (PSB)                                     | 359.904               | 44,89%                | 421.485                | 56,36%                 |
|                                                          | Éder Mauro (PL)                                          | Tatiane Coelho (PL)                                      | 252.455               | 31,48%                | 326.411                | 43,64%                 |
|                                                          | Edmilson Rodrigues (PSOL)                                | Edilson Moura (PT)                                       | 78.401                | 9,78%                 | Não disputaram         | Não disputaram         |
|                                                          | Thiago Araújo (Republicanos)                             | Shirley Alves (AGIR)                                     | 62.271                | 7,77%                 | Não disputaram         | Não disputaram         |
|                                                          | Jefferson Lima (PODE)                                    | Aline Kzam (PODE)                                        | 36.354                | 4,53%                 | Não disputaram         | Não disputaram         |
|                                                          | Ítalo Abati (NOVO)                                       | Bernardino Greco (NOVO)                                  | 4.028                 | 0,50%                 | Não disputaram         | Não disputaram         |
|                                                          | Raquel Brício (UP)                                       | Gal Leite (UP)                                           | 3.450                 | 0,43%                 | Não disputaram         | Não disputaram         |
|                                                          | Wellingta Macêdo (PSTU)                                  | Airton Moraes (PSTU)                                     | 2.053                 | 0,26%                 | Não disputaram         | Não disputaram         |
|                                                          | Everaldo Eguchi (PRTB)                                   | Fernando Bruno (PRTB)                                    | 0                     | 0,00%                 | Não disputaram         | Não disputaram         |
| → Total de votos válidos                                 | → Total de votos válidos                                 | → Total de votos válidos                                 | 798.916               | 94,71%                | 747.896                | 74,81%                 |
| Votos anulados sub judice                                | Votos anulados sub judice                                | Votos anulados sub judice                                | 2.918                 | 0,36%                 | 0                      | 0,00%                  |
| → Votos em branco                                        | → Votos em branco                                        | → Votos em branco                                        | 16.307                | 1,93%                 | 16.053                 | 2,03%                  |
| → Votos nulos                                            | → Votos nulos                                            | → Votos nulos                                            | 25.373                | 3,01%                 | 26.210                 | 3,32%                  |
| Total                                                    | Total                                                    | Total                                                    | 843.514               | 79,86%                | 790.159                | 94,65%                 |
| Abstenções                                               | Abstenções                                               | Abstenções                                               | 212.737               | 20,14%                | 266.092                | 25,19%                 |
| Total de inscritos                                       | Total de inscritos                                       | Total de inscritos                                       | 1.056.697             | 100%                  | 1.056.697              | 100%                   |
| Relação da população municipal ao total de votos válidos | Relação da população municipal ao total de votos válidos | Relação da população municipal ao total de votos válidos | 1.303.389             | ~61,30%               | 1.303.389              | ~57,38%                |
| Relação da população municipal ao total de inscritos     | Relação da população municipal ao total de inscritos     | Relação da população municipal ao total de inscritos     | 1.303.389             | ~81,07%               | 1.303.389              | ~81,07%                |

| Primeiro Turno - Esquema Gráfico | Primeiro Turno - Esquema Gráfico | Primeiro Turno - Esquema Gráfico | Primeiro Turno - Esquema Gráfico | Primeiro Turno - Esquema Gráfico |
| -------------------------------- | -------------------------------- | -------------------------------- | -------------------------------- | -------------------------------- |
|                                  |                                  |                                  |                                  |                                  |
| Igor Normando                    | Igor Normando                    |                                  | 44,89%                           | 44,89%                           |
| Éder Mauro                       | Éder Mauro                       |                                  | 31,48%                           | 31,48%                           |
| Edmilson Rodrigues               | Edmilson Rodrigues               |                                  | 9,78%                            | 9,78%                            |
| Thiago Araújo                    | Thiago Araújo                    |                                  | 7,77%                            | 7,77%                            |
| Jefferson Lima                   | Jefferson Lima                   |                                  | 4,53%                            | 4,53%                            |
| Ítalo Abati                      | Ítalo Abati                      |                                  | 0,50%                            | 0,50%                            |
| Raquel Brício                    | Raquel Brício                    |                                  | 0,43%                            | 0,43%                            |
| Wellingta Macêdo                 | Wellingta Macêdo                 |                                  | 0,26%                            | 0,26%                            |
| Brancos e Nulos                  | Brancos e Nulos                  |                                  | 4,94%                            | 4,94%                            |
| Abstenções                       | Abstenções                       |                                  | 20,14%                           | 20,14%                           |

| Segundo Turno - Esquema Gráfico | Segundo Turno - Esquema Gráfico | Segundo Turno - Esquema Gráfico | Segundo Turno - Esquema Gráfico | Segundo Turno - Esquema Gráfico |
| ------------------------------- | ------------------------------- | ------------------------------- | ------------------------------- | ------------------------------- |
|                                 |                                 |                                 |                                 |                                 |
| Igor Normando                   | Igor Normando                   |                                 | 56,36%                          | 56,36%                          |
| Éder Mauro                      | Éder Mauro                      |                                 | 43,64%                          | 43,64%                          |
| Brancos e Nulos                 | Brancos e Nulos                 |                                 | 5,35%                           | 5,35%                           |
| Abstenções                      | Abstenções                      |                                 | 25,19%                          | 25,19%                          |

### Composição Câmara Municipal
|                       |                               |                       |                       |                           |                           |                           |                           |                           |  |  |
| Partido ou federação  | Partido ou federação          | Partido ou federação  | Partido ou federação  | Câmara Municipal de Belém | Câmara Municipal de Belém | Câmara Municipal de Belém | Câmara Municipal de Belém | Câmara Municipal de Belém |  |  |
| Partido ou federação  | Partido ou federação          | Partido ou federação  | Partido ou federação  | Votos                     | %                         | Assentos                  | % de assentos             | +/–                       |  |  |
|                       | MDB                           | MDB                   | MDB                   | 175.337                   | 22,14%                    | 9                         | 25,71%                    | 6                         |  |  |
|                       | PSD                           | PSD                   | PSD                   | 77.395                    | 9,77%                     | 4                         | 11,43%                    | 4                         |  |  |
|                       | Federação Brasil da Esperança |                       | PT                    | 55.239                    | 6,98%                     | 2                         | 5,71%                     | 1                         |  |  |
|                       | Federação Brasil da Esperança | PV                    | 12.415                | 1,57%                     | 1                         | 2,86%                     | Estável                   |                           |  |  |
|                       | Federação Brasil da Esperança | PCdoB                 | 5.806                 | 0,73%                     | 1                         | 2,86%                     | 1                         |                           |  |  |
| Total                 | Total                         | 73.480                | 9,28%                 | 4                         | 11,43%                    | Estável                   |                           |                           |  |  |
|                       | UNIÃO                         | UNIÃO                 | UNIÃO                 | 62.714                    | 7,92%                     | 3                         | 8,57%                     | 3                         |  |  |
|                       | Federação PSOL REDE           |                       | PSOL                  | 42.797                    | 5,41%                     | 2                         | 5,71%                     | 2                         |  |  |
|                       | Federação PSOL REDE           | REDE                  | 11.813                | 1,49%                     | 1                         | 2,86%                     | Estável                   |                           |  |  |
| Total                 | Total                         | 54.810                | 6,92%                 | 3                         | 8,57%                     | 2                         |                           |                           |  |  |
|                       | PL                            | PL                    | PL                    | 52.364                    | 6,61%                     | 3                         | 8,57%                     | 3                         |  |  |
|                       | PP                            | PP                    | PP                    | 49.059                    | 6,20%                     | 2                         | 5,71%                     | 2                         |  |  |
|                       | Republicanos                  | Republicanos          | Republicanos          | 39.535                    | 4,99%                     | 2                         | 3,64%                     | Estável                   |  |  |
|                       | PDT                           | PDT                   | PDT                   | 38.718                    | 4,89%                     | 2                         | 5,71%                     | Estável                   |  |  |
|                       | PSB                           | PSB                   | PSB                   | 36.381                    | 4,59%                     | 1                         | 2,86%                     | Estável                   |  |  |
|                       | PRD                           | PRD                   | PRD                   | 30.695                    | 3,88%                     | 1                         | 2,86%                     | 1                         |  |  |
|                       | Federação PSDB Cidadania      |                       | PSDB                  | 18.181                    | 2,30%                     | 1                         | 2,86%                     | Estável                   |  |  |
|                       | Federação PSDB Cidadania      | Cidadania             | 10.943                | 1,38%                     | 0                         | 0%                        | Estável                   |                           |  |  |
| Total                 | Total                         | 29.124                | 3,68%                 | 1                         | 2,86%                     | Estável                   |                           |                           |  |  |
|                       | PODE                          | PODE                  | PODE                  | 20.715                    | 2,62%                     | 0                         | 0%                        | 1                         |  |  |
|                       | DC                            | DC                    | DC                    | 10.666                    | 1,35%                     | 0                         | 0%                        | Estável                   |  |  |
|                       | PRTB                          | PRTB                  | PRTB                  | 7.051                     | 0,89%                     | 0                         | 0%                        | Estável                   |  |  |
|                       | Agir                          | Agir                  | Agir                  | 2.127                     | 0,27%                     | 0                         | 0%                        | Estável                   |  |  |
|                       | NOVO                          | NOVO                  | NOVO                  | 2.009                     | 0,25%                     | 0                         | 0%                        | Estável                   |  |  |
|                       | Avante                        | Avante                | Avante                | 1.205                     | 0,15%                     | 0                         | 0%                        | Estável                   |  |  |
|                       | UP                            | UP                    | UP                    | 986                       | 0,12%                     | 0                         | 0%                        | Estável                   |  |  |
|                       | PSTU                          | PSTU                  | PSTU                  | 226                       | 0,28%                     | 0                         | 0%                        | Estável                   |  |  |
|                       | MOBILIZA                      | MOBILIZA              | MOBILIZA              | 0                         | 0%                        | 0                         | 0%                        | Estável                   |  |  |
|                       | PCO                           | PCO                   | PCO                   | 0                         | 0%                        | 0                         | 0%                        | Estável                   |  |  |
|                       | PMB                           | PMB                   | PMB                   | 0                         | 0%                        | 0                         | 0%                        | Estável                   |  |  |
|                       | PCB                           | PCB                   | PCB                   | 0                         | 0%                        | 0                         | 0%                        | Estável                   |  |  |
|                       | Solidariedade                 | Solidariedade         | Solidariedade         | 0                         | 0%                        | 0                         | 0%                        | Estável                   |  |  |
| → Votos Válidos       | → Votos Válidos               | → Votos Válidos       | → Votos Válidos       | 791.783                   | 93,87%                    | 35                        | 100%                      |                           |  |  |
| → Votos brancos/nulos | → Votos brancos/nulos         | → Votos brancos/nulos | → Votos brancos/nulos | 51.504                    | 6,10%                     |                           |                           |                           |  |  |
| → Anulados            | → Anulados                    | → Anulados            | → Anulados            | 0                         | 0,00%                     |                           |                           |                           |  |  |
| Total                 | Total                         | Total                 | Total                 | 843.514                   | 79,86%                    |                           |                           |                           |  |  |
| Abstenção             | Abstenção                     | Abstenção             | Abstenção             | 212.737                   | 20,14%                    |                           |                           |                           |  |  |
| Total de inscritos    | Total de inscritos            | Total de inscritos    | Total de inscritos    | 1.056.697                 | 100%                      |                           |                           |                           |  |  |

### Vereadores Eleitos
Foram eleitos 35 vereadores para a Câmara Municipal de Belém.
| Vereadores           | Partido      | Votação | Percentual | Cidade onde nasceu   | Unidade federativa |
| Silvane Ferraz       | MDB          | 21.561  | 2,72%      | Belém                | Pará               |
| John Wayne           | MDB          | 14.299  | 1,81%      | Belém                | Pará               |
| Neném Albuquerque    | MDB          | 12.566  | 1,59%      | Belém                | Pará               |
| Tulio Neves          | PSD          | 12.449  | 1,57%      | Belém                | Pará               |
| Pablo Farah          | MDB          | 12.259  | 1,55%      | Belém                | Pará               |
| João Coelho          | PDT          | 12.026  | 1,52%      | Belém                | Pará               |
| Ágatha Barra         | PL           | 11.212  | 1,42%      | Belém                | Pará               |
| Mayky Vilaça         | PL           | 10.714  | 1,35%      | Belém                | Pará               |
| Bieco                | MDB          | 9.540   | 1,20%      | Belém                | Pará               |
| Renan Normando       | MDB          | 9.495   | 1,20%      | Belém                | Pará               |
| Raquel dos Animais   | PDT          | 9.156   | 1,16%      | Belém                | Pará               |
| Gleisson             | PSB          | 9.067   | 1,14%      | Belém                | Pará               |
| Fábio Souza          | MDB          | 8.668   | 1,09%      | Belém                | Pará               |
| Roni Gas             | MDB          | 8.602   | 1,09%      | Belém                | Pará               |
| Marcos Xavier        | Republicanos | 8.590   | 1,08%      | Diadema              | São Paulo          |
| Marinor Brito        | PSOL         | 8.452   | 1,07%      | Alenquer             | Pará               |
| Patricia Queiroz     | PP           | 8.330   | 1,05%      | Rio Branco           | Acre               |
| Blenda Quaresma      | MDB          | 8.312   | 1,05 %     | Belém                | Pará               |
| Igor Andrade         | REDE         | 7.854   | 0,99 %     | Belém                | Pará               |
| Felipe Vinagre       | UNIÃO        | 7.751   | 0,98 %     | Belém                | Pará               |
| Vitor Sales          | UNIÃO        | 7.186   | 0,91 %     | Belém                | Pará               |
| Vivi Reis            | PSOL         | 6.956   | 0,88 %     | Belém                | Pará               |
| Moa Moraes           | PV           | 6.951   | 0,88 %     | Belém                | Pará               |
| Augusto Santos       | Republicanos | 6.694   | 0,85 %     | Vitória da Conquista | Bahia              |
| Pastora Salete       | PSD          | 6.333   | 0,80 %     | Belém                | Pará               |
| Zezinho Lima         | PL           | 6.258   | 0,79 %     | Belém                | Pará               |
| Nay Barbalho         | PP           | 6.157   | 0,78 %     | Belém                | Pará               |
| Lulu Das Comunidades | PSDB         | 5.763   | 0,73 %     | Belém                | Pará               |
| Rodrigo Moraes       | PCdoB        | 5.690   | 0,72 %     | Belém                | Pará               |
| Jorge Vaz            | PRD          | 5.565   | 0,70 %     | Belém                | Pará               |
| Zeca do Barreiro     | UNIÃO        | 5.517   | 0,70 %     | Belém                | Pará               |
| André Martha         | PSD          | 5.510   | 0,70 %     | Belém                | Pará               |
| Neia Marques         | PT           | 5.443   | 0,69%      | Belém                | Pará               |
| Josias Higno         | PSD          | 5.394   | 0,68 %     | Belém                | Pará               |
| Alfredo Costa        | PT           | 5.331   | 0,67 %     | Belém                | Pará               |